# Théâtre Jean Vilar (Louvain-la-Neuve)
Résidence
Le Théâtre Jean Vilar est un théâtre situé à Louvain-la-Neuve, section de la ville belge d'Ottignies-Louvain-la-Neuve, dans la province du Brabant wallon.
Il est une des trois salles utilisées par l'Atelier Théâtre Jean Vilar.

## Historique

### Historique de l'Atelier Théâtre Jean Vilar
L'Atelier Théâtre Jean Vilar est fondé en 1968 par le comédien, metteur en scène et directeur de théâtre belge Armand Delcampe, qui a voulu par là créer un théâtre dans la lignée de Jean Vilar, comédien, metteur en scène et directeur de théâtre français, fondateur du Festival d'Avignon et directeur du Théâtre National Populaire,.
Les activités de l'Atelier sont transférées en 1975 à Louvain-la-Neuve, où il s'installe à la Ferme de Blocry,.

### Historique du bâtiment

#### Construction
L'Atelier se sent vite à l'étroit dans la salle du Blocry, qui ne compte que 220 places, et le besoin se fait sentir de construire une plus grande salle, dont la construction est confiée à l'architecte Jean Potvin,.
D'une capacité de 654 places, la nouvelle salle dénommée Théâtre Jean Vilar est inaugurée le 27 janvier 1979,,. 
L'aménagement scénographique de cette salle, dans un bâtiment construit au départ pour abriter un restaurant universitaire,, est confié à Arik Joukovsky, qui avait déjà assuré celui de la salle de théâtre de la Ferme de Blocry.
Dans le cadre du festival international d'art urbain (street art) et de graffiti Kosmopolite Art Tour 2015, le Théâtre Jean Vilar est orné de fresques réalisées par les graffeurs Damien-Paul Gal, Fredone Fone et Mr Cana,.

#### Transformation
En 2018, Cécile Van Snick annonce la construction d'un nouveau Théâtre Jean Vilar : on creusera la dalle de Louvain-la-Neuve pour enterrer la salle de spectacle et le nouveau théâtre se présentera tout à fait ouvert sur la place Rabelais,,,.
Les travaux commencent à l'automne 2021 avec la disparition des fresques de Damien-Paul Gal suivie, en février 2022, de la démolition de la tour du Vilar, qui cachait un monte-charge pour les décors,.
Pendant la durée des travaux, l'Atelier Théâtre Jean Vilar trouve des alternatives : le Théâtre Blocry, l'Aula Magna et les anciens cinémas Agora (Studio 12), où 35.000 euros sont investis pour pouvoir accueillir 194 spectateurs.
La Fédération Wallonie-Bruxelles, la Province du Brabant wallon, l'Atelier Théâtre Jean Vilar et la Ville d'Ottignies-Louvain-la-Neuve sont partenaires dans le montage financier des travaux, le maître d'ouvrage est l'intercommunale InBW, le bureau d'architecture chargé de la conception est le bureau Ouest architecture et les travaux sont réalisés par l'entreprise Artes (travaux généraux du bâtiment) et Putman-Inytium (scénographie),,,.
L'inauguration de la salle rénovée, prévue initialement le 8 mars 2024,, est reportée au 12 septembre 2024,. Le coût final des travaux s'élève à 12,5 millions d'euros. La Fédération Wallonie-Bruxelles apporte un subside de 5 millions d'euros, la province du Brabant wallon intervient à hauteur de 3 millions d'euros, l'ASBL Théâtre Jean Vilar investit 3,72 millions dans la rénovation de ses locaux et la Ville d'Ottignies-Louvain-la-Neuve apporte, pour sa part, 500.000 euros.

## Architecture

### Le bâtiment de Jean Potvin (1979)
Le Théâtre Jean Vilar construit par Jean Potvin en 1979 est un édifice de style brutaliste.
La salle en elle-même est édifiée en briques mais le porche et la tour d'escalier située au nord sont clairement de style brutaliste.
L'entrée, située au sud, est protégée par un porche dont les surfaces de « béton brut » présentent une texture héritée du bois de coffrage, le béton « brut de décoffrage »,, gardant la marque des planches de bois qui ont servi au moulage, leurs veinures ainsi que leurs lignes de jointure. Ce porche et l'escalier dont il est flanqué sont ornés de peintures murales composées d'aplats de couleurs blanche, rouge, grise et noire.
Au nord, la salle est flanquée d'une tour d'escalier en « béton brut », qui cache un monte-charge pour les décors et est ornée de peintures murales représentant Jean Vilar, des masques de théâtre, un glaive et des motifs géométriques de couleurs vives.

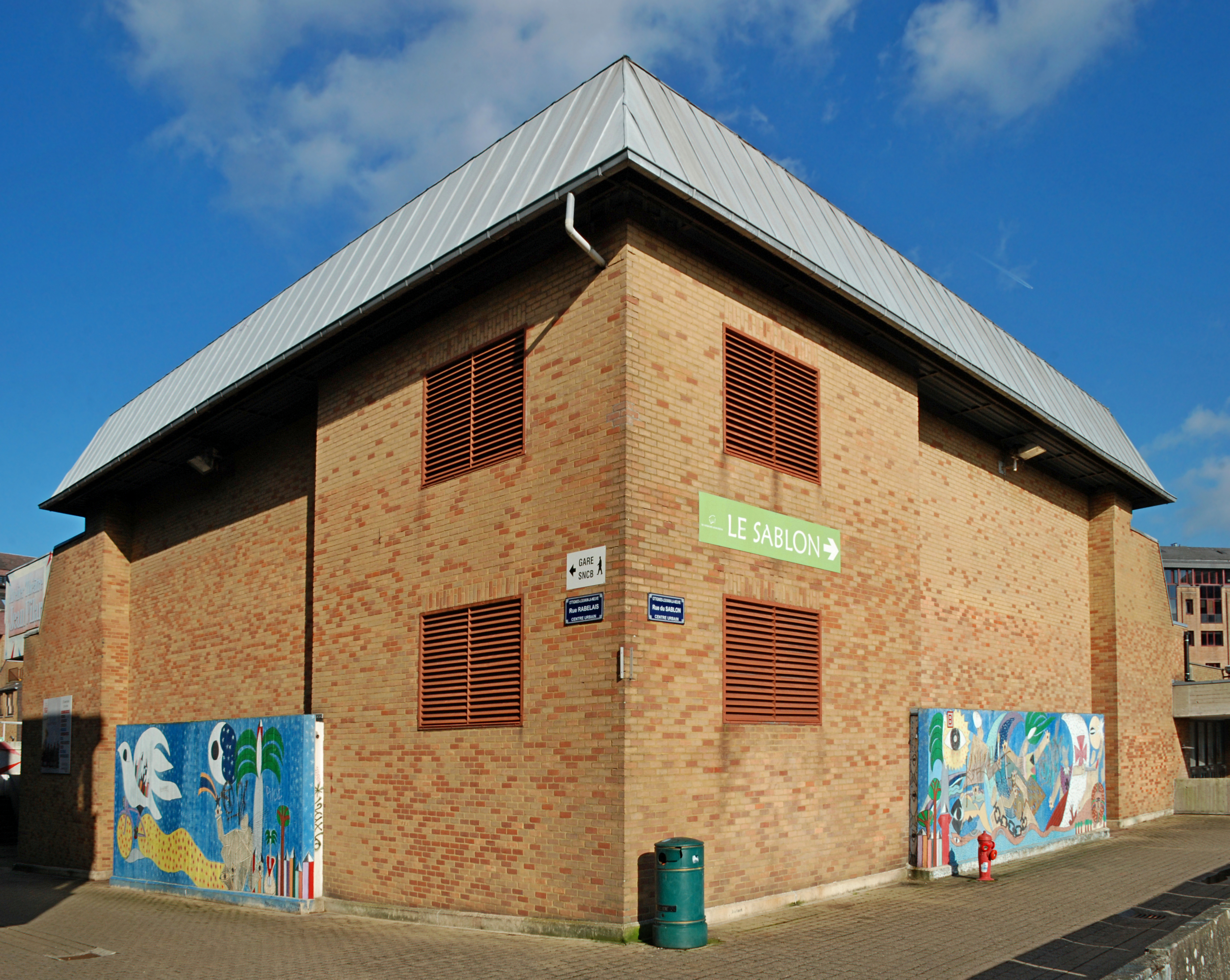
Le bâtiment original de Jean Potvin.
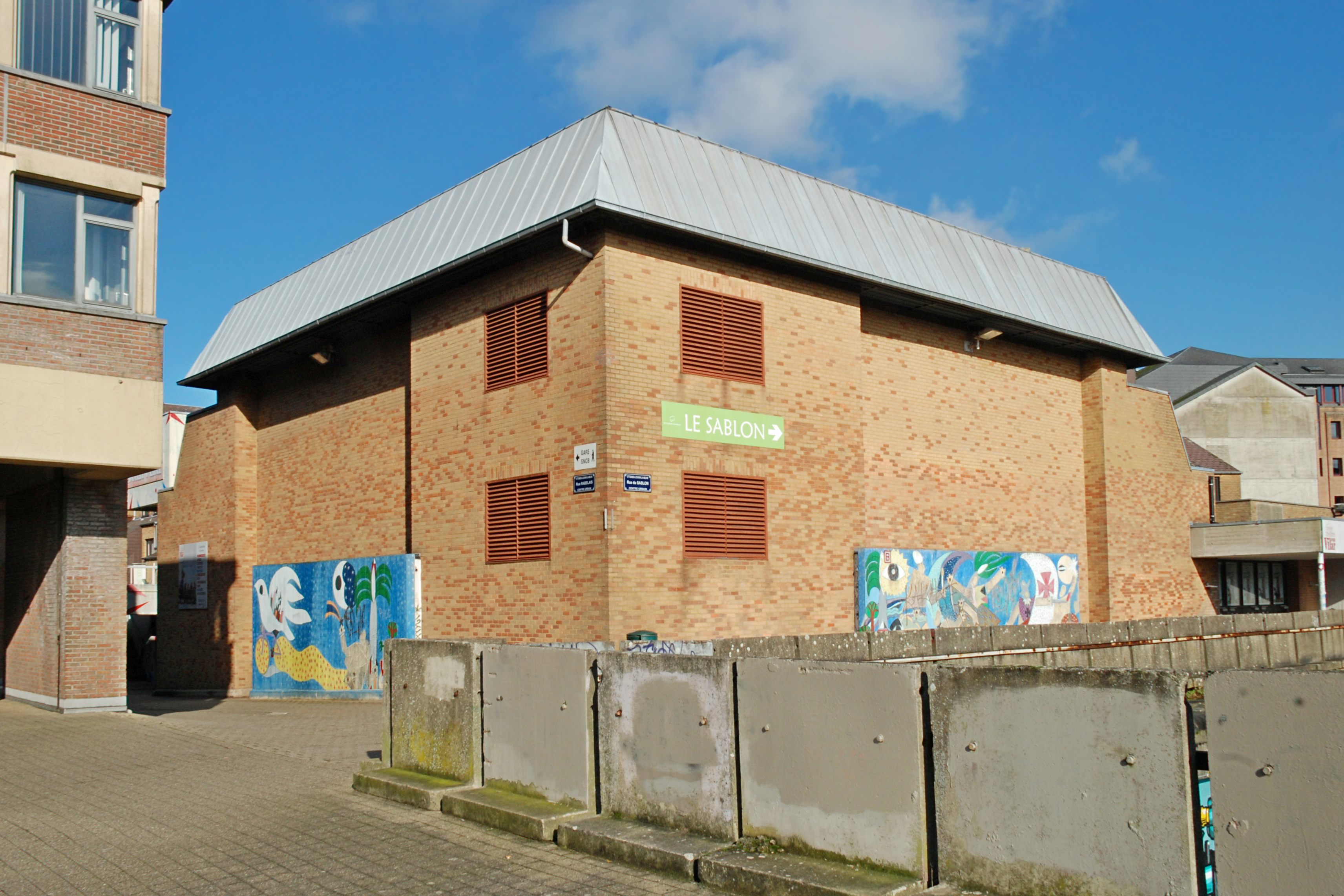
Le théâtre de Potvin vu depuis la place des Doyens.
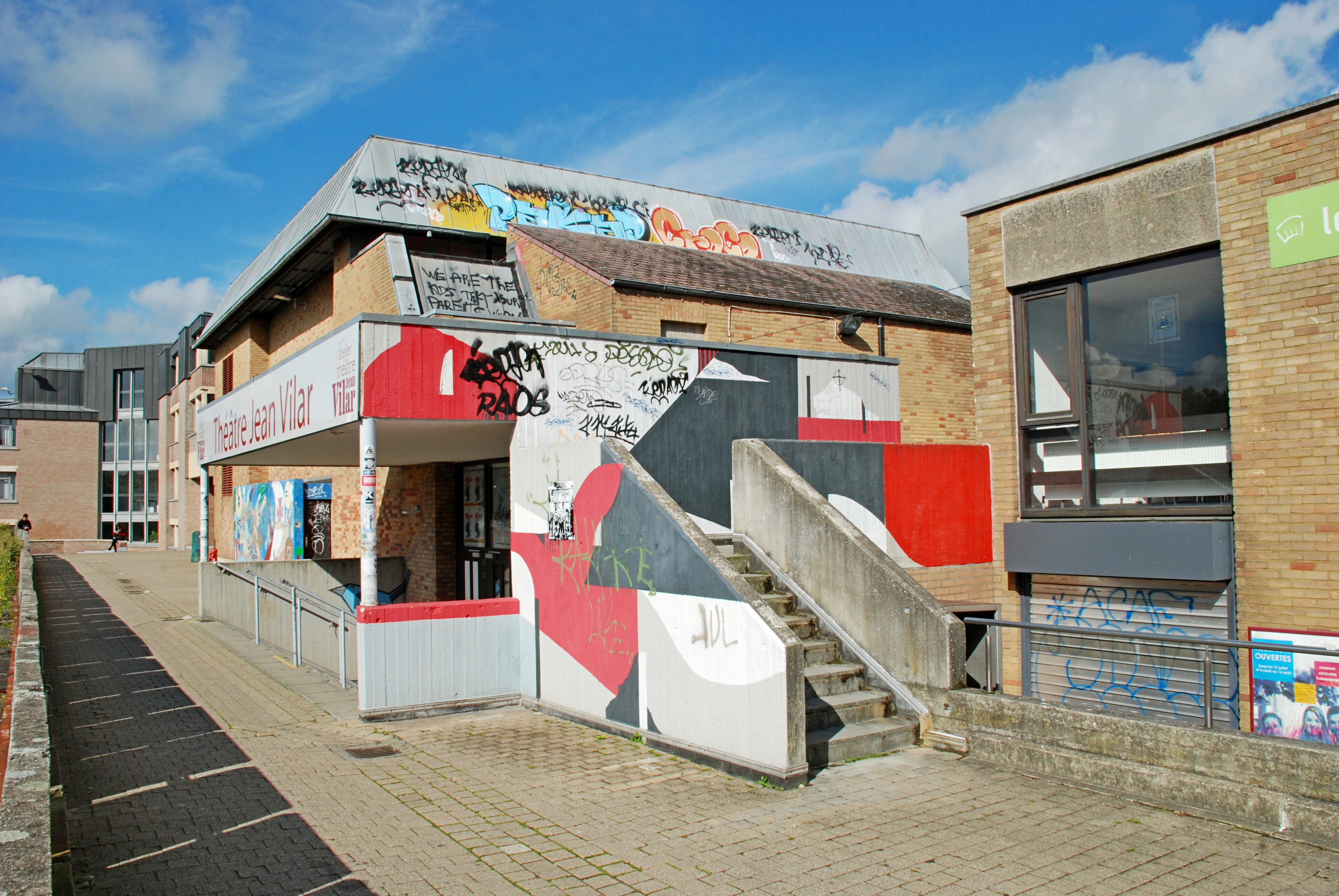
Le porche d'entrée en béton situé au sud, orné de peintures murales de Fredone Fone.
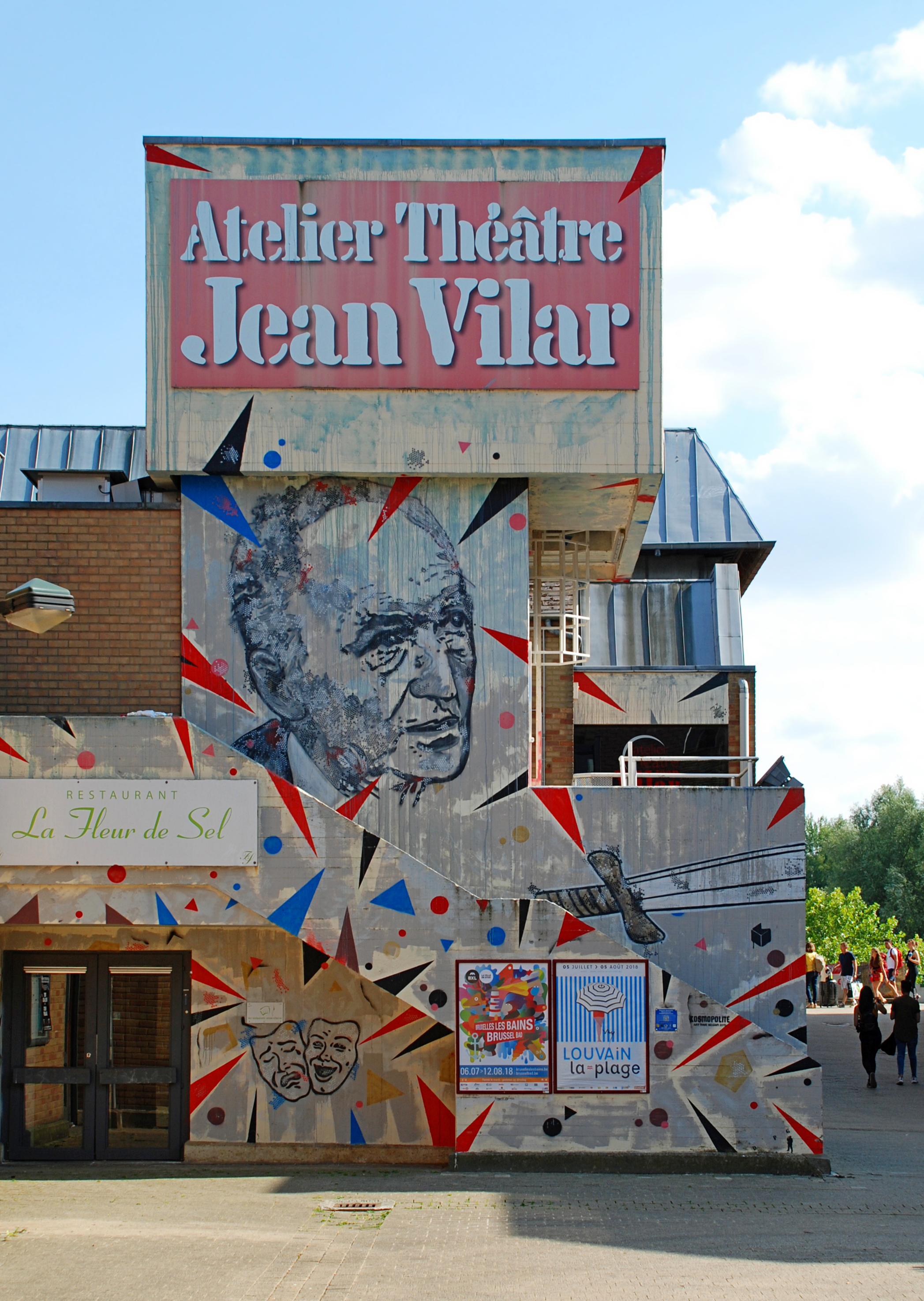
La tour d'escalier en « béton brut ».

### Le théâtre après les travaux de 2021-2023
Après les travaux de 2021-2023, le théâtre, vu du sud, prend la forme d'un cube multicolore qui déploie sa façade principale aux grandes baies vitrées vers la place Rabelais,.
Le toit est supprimé, les ouvertures sont bouchées et le bâtiment est agrandi vers l'est, le profil en escalier qu'il présentait de ce côté étant intégré dans la forme cubique du bâtiment.
La cellule architecture de la Fédération Wallonie-Bruxelles précise : « Les architectes choisissent de travailler avec le matériau d'origine : la brique. Les façades du volume sont conçues de façon à installer un dialogue entre les briques anciennes et les nouvelles ». Les surfaces de maçonnerie sont variées, alternant des surfaces de briques naturelles de couleur beige ou rouge avec des surfaces de briques en relief ou peintes avec un dégradé de rose tirant vers le blanc.
À l'intérieur, La scène descend d'un étage et perd sa forme atypique en diamant pour devenir rectangulaire. La scène, d'une quinzaine de mètres de large, est entourée de grands espaces en haut et sur les côtés pour manipuler les décors.
Après le rénovation, le nombre de places est réduit à 385,.

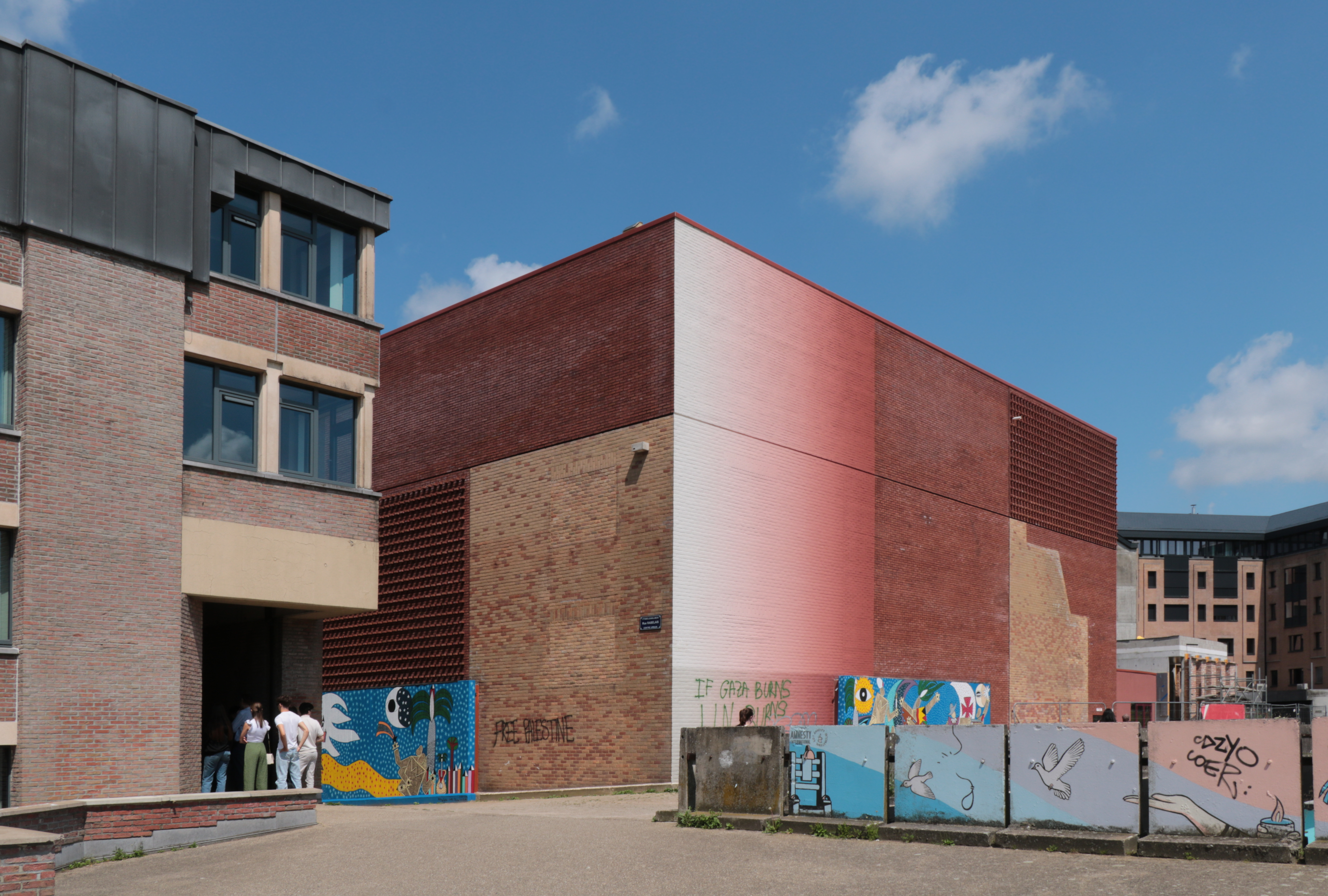
Une visite guidée de Louvain-la-Neuve au pied du nouveau Théâtre Jean Vilar.

## Peintures murales
Lors des travaux de transformation de 2021-2023, les peintures murales Cyclone des races et Quand la lune se couche (1992), peintes sur des dalle de béton non intégrées aux façades, sont conservées et restaurées tandis que les peintures murales du Kosmopolite Art Tour 2015 sont supprimées : celles de Damien-Paul Gal sont recouvertes de peinture blanche dès avril 2019 tandis que celles de Fredone Fone et Mr Cana disparaissent lors des travaux.

### Cyclone des races(1992)

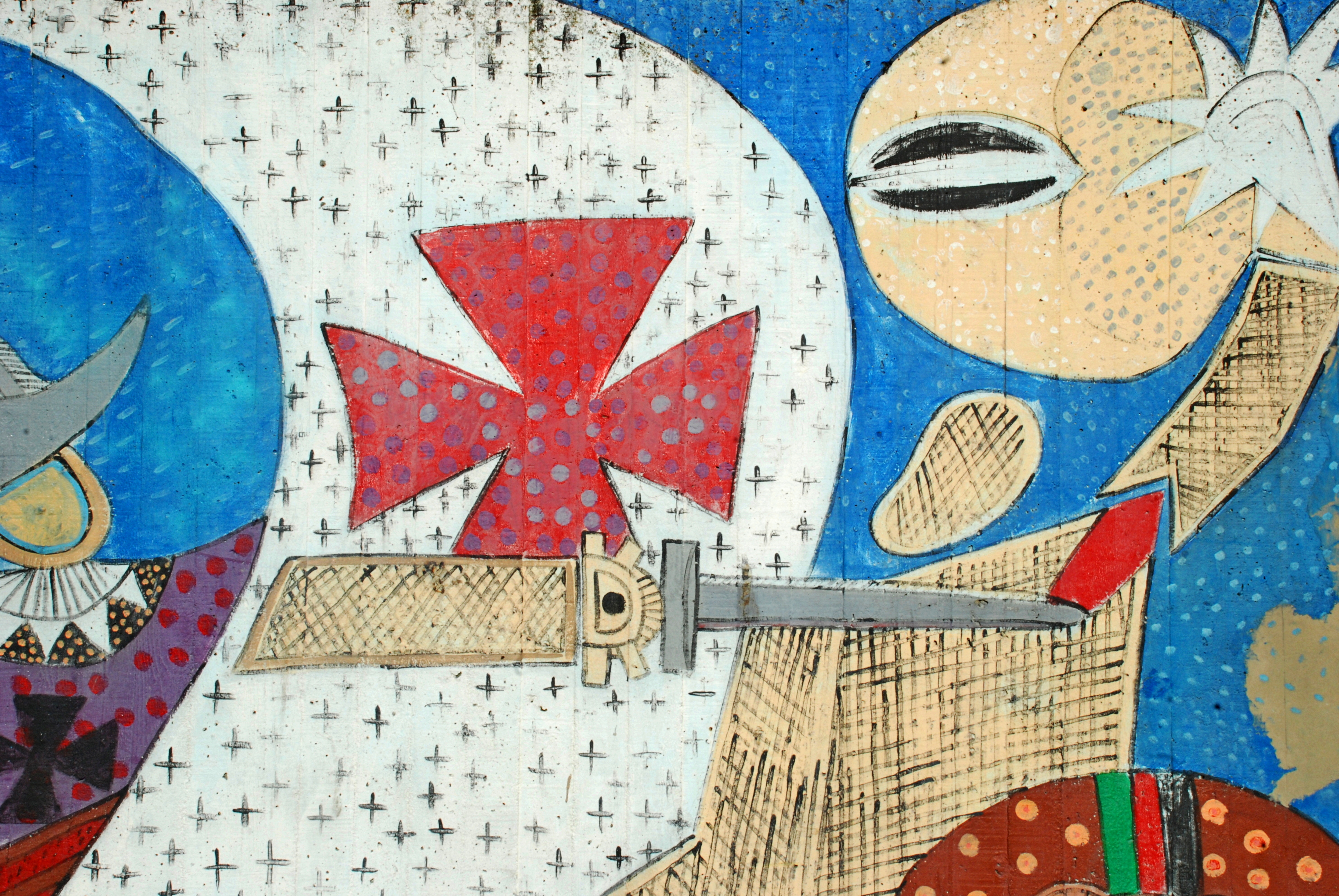
L'épée des conquistadors devant la croix qui orne la voile de leurs caravelles.

Contre la façade méridionale de l'édifice, le long de la rue du Sablon, est posée une dalle de béton dont les surfaces de « béton brut » sont ornées d'une fresque de 8 m de long intitulée Cyclone des races et réalisée par le peintre cubain Francisco Rivero, né en 1951,,. 
Cette peinture murale à l'acrylique a été réalisée en 1992 dans le cadre d'un concours de peinture murale organisé par l'Assemblée générale des étudiant·e·s de Louvain (AGL) et le Centre culturel du Brabant wallon, avec le soutien de la Fondation Michel Woitrin et du fabricant de peinture Trimetal, pour commémorer la découverte de l'Amérique par Christophe Colomb exactement cinq siècles auparavant, en 1492,.
Le Ciclon des Razas, dit Mur de la Conquista, est une commémoration critique de la conquête de l'Amérique, qui illustre le cyclone de la Conquista de 1492 avec, au centre, une tempête et, sur les côtés, les caravelles et les armes des conquistadors ainsi que des traces des peuples indigènes martyrisés.
Pour reprendre les mots de l'ouvrage L'art dans la ville - Itinéraires et promenades : Ottignies-Louvain-la-Neuve « L'ensemble de la peinture illustre l'ambivalence de cette conquête : à la fois offre de civilisation et de progrès et violence et souffrance pour les peuples indigènes ».
En bas à droite, on aperçoit la signature « Francisco 92 » et la mention « Mécénat Fondation Michel Woitrin » flanquée du logo de la société Trimetal.

Cyclone des races : les Conquistadors à la conquête des Amériques
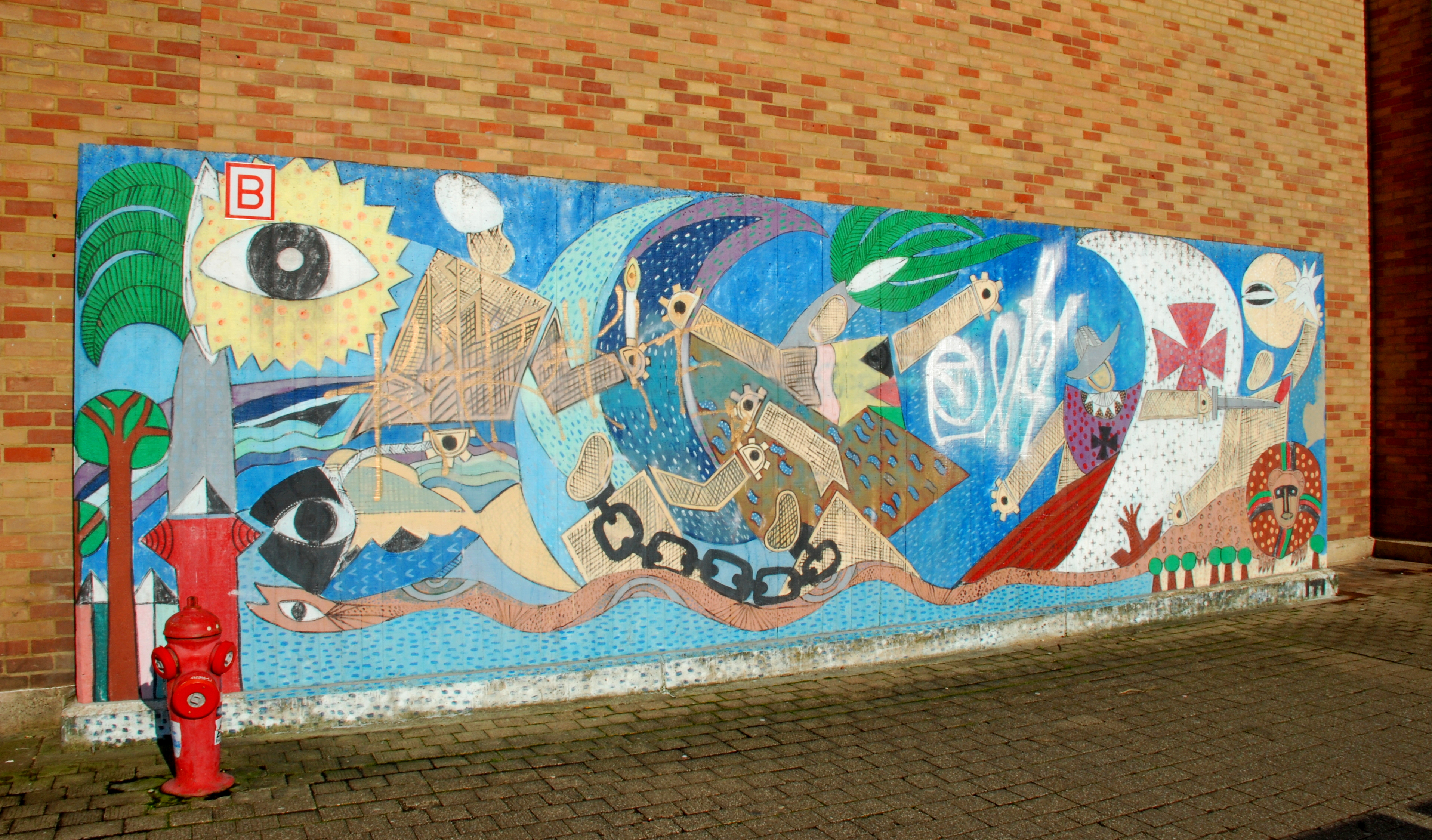
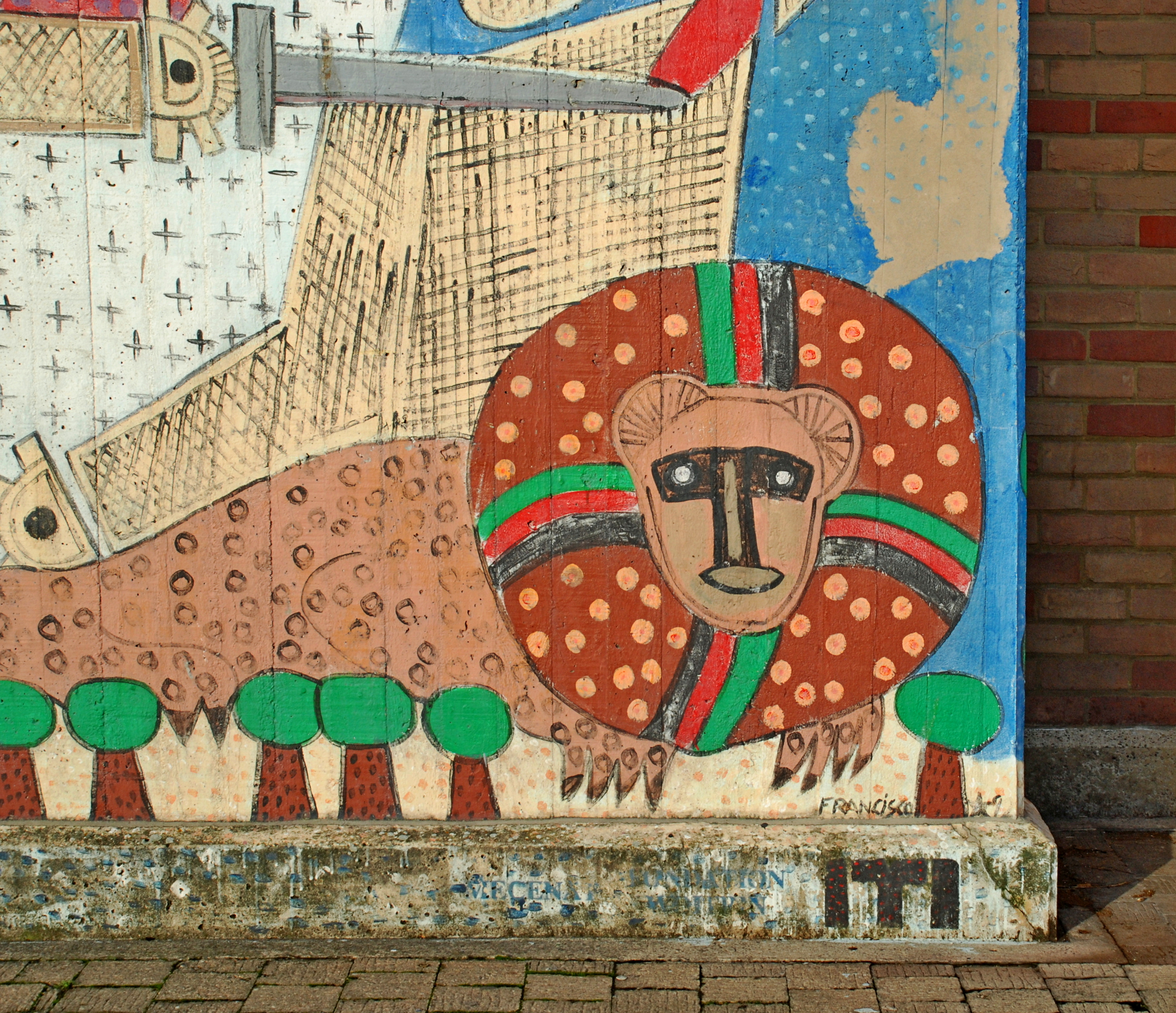
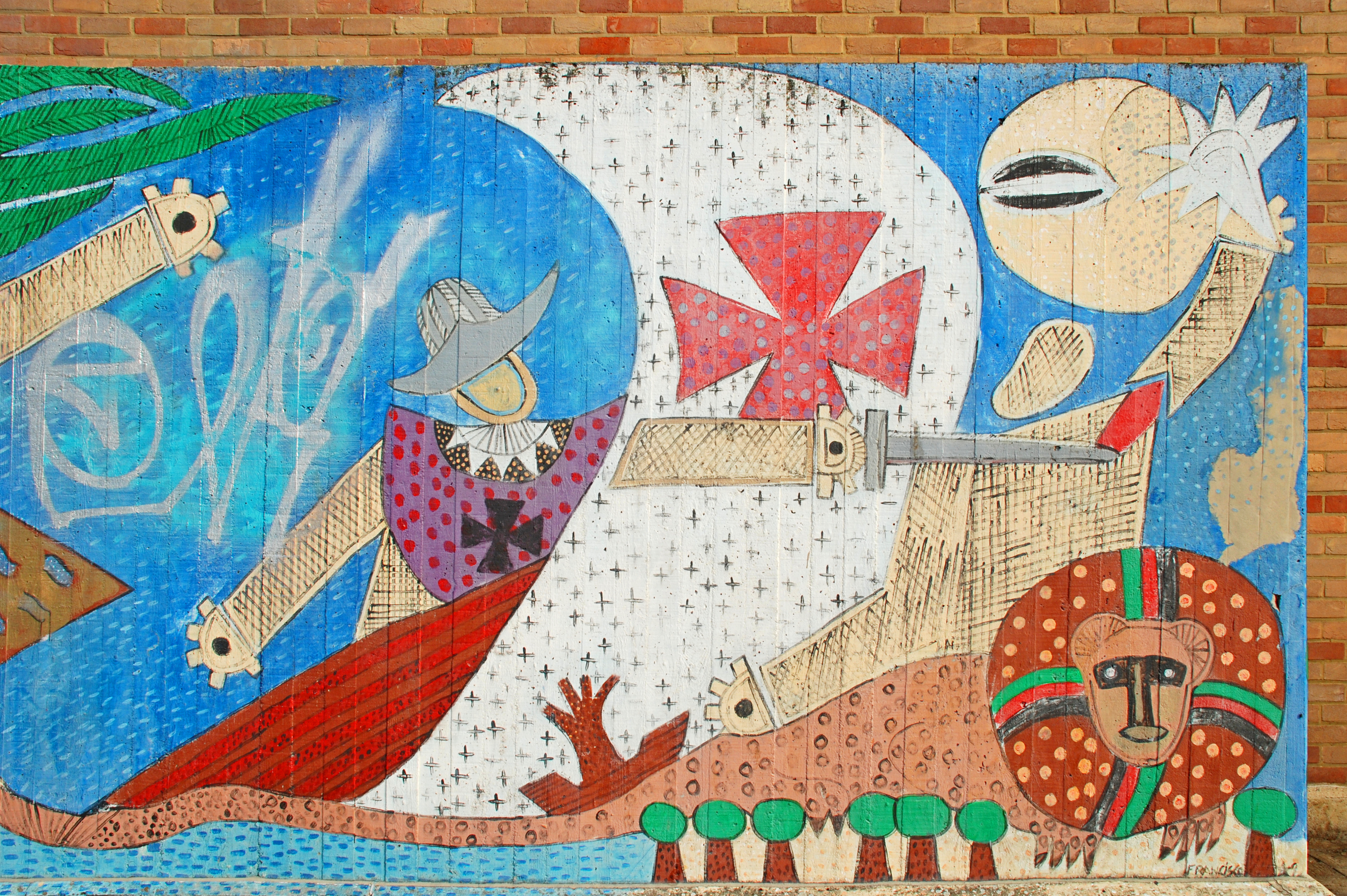

### Quand la lune se couche(1992)
Une dalle de béton similaire à la précédente est posée contre la façade occidentale de l'édifice, le long de la rue Rabelais. 
Elle est ornée d'une fresque de mêmes dimensions que le Cyclone des races, intitulée Quand la lune se couche (ou L'oiseau à bicyclette) et réalisée le 6 novembre 1992 par un atelier d'art public d'étudiants organisé dans le cadre des « 24 heures de l'art » sous la direction du peintre cubain Francisco Rivero,,,. Le nom de cette initiative « 24 heures de l'art » est inspiré de celui des « 24 heures vélo » , événement incontournable du folklore estudiantin néo-louvaniste.
Le « béton brut », plus visible sur cette fresque que sur l'autre, est peint en bleu et parsemé d'étoiles à huit branches.

Quand la lune se couche
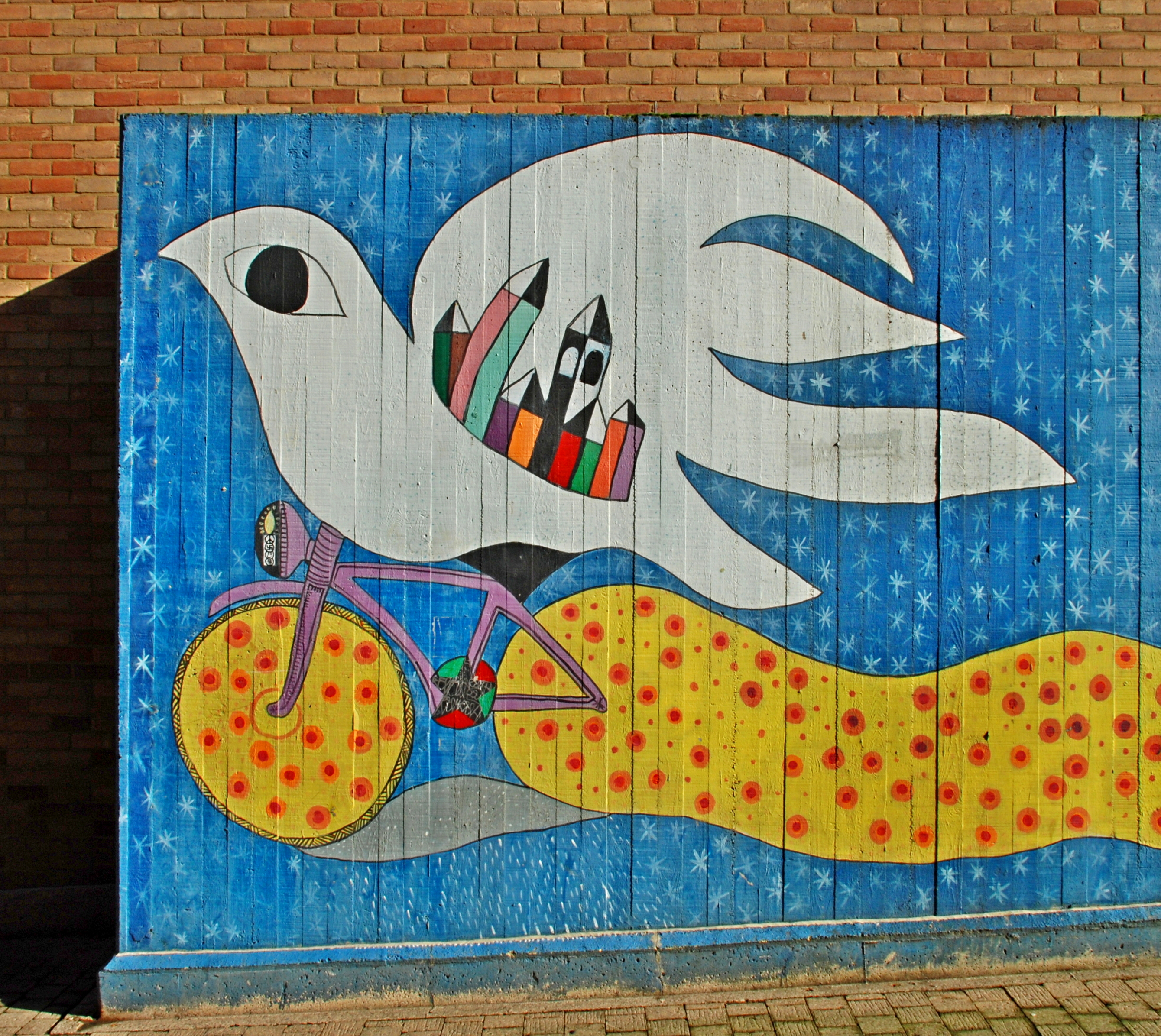
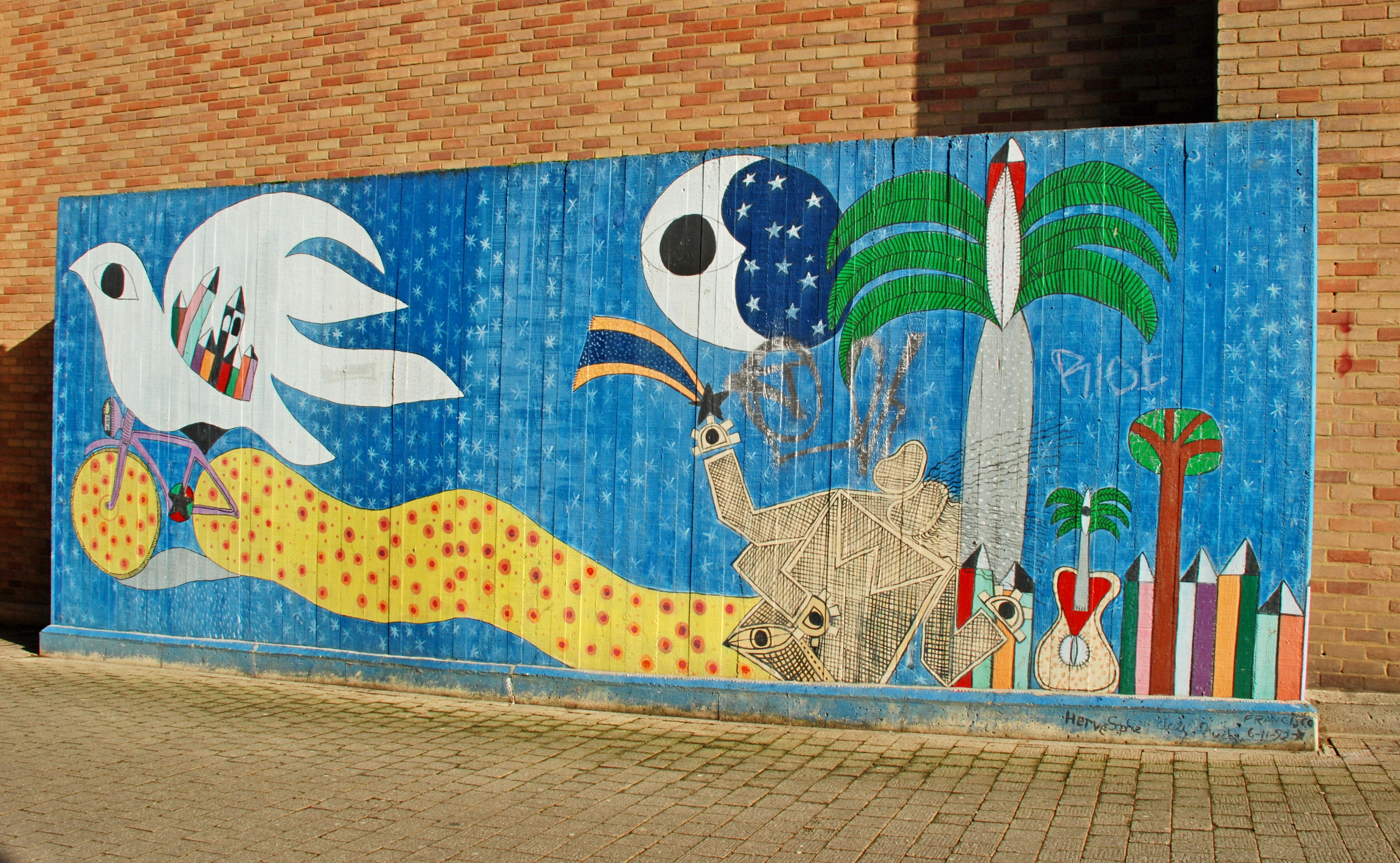
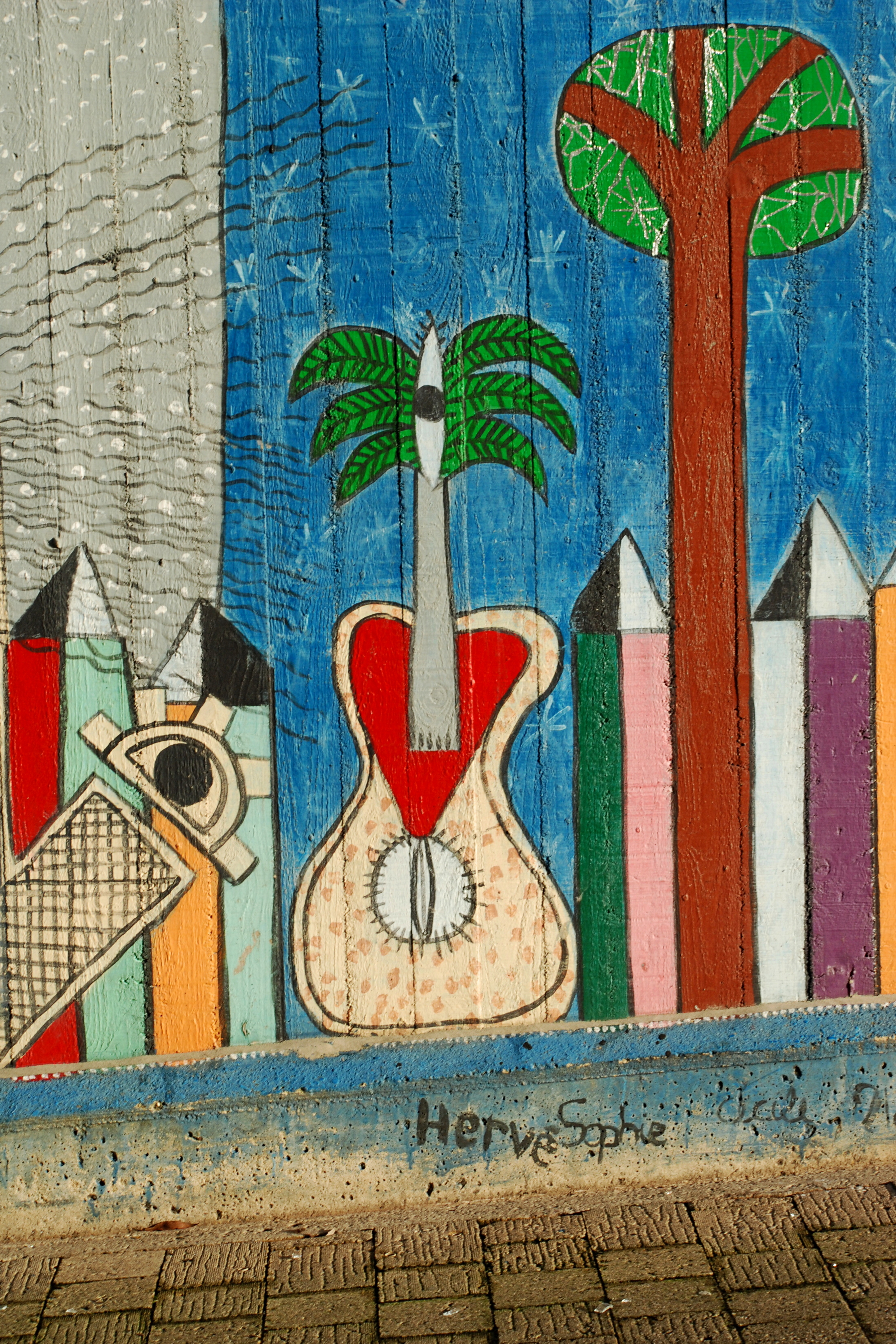

### Peintures murales du Kosmopolite Art Tour 2015

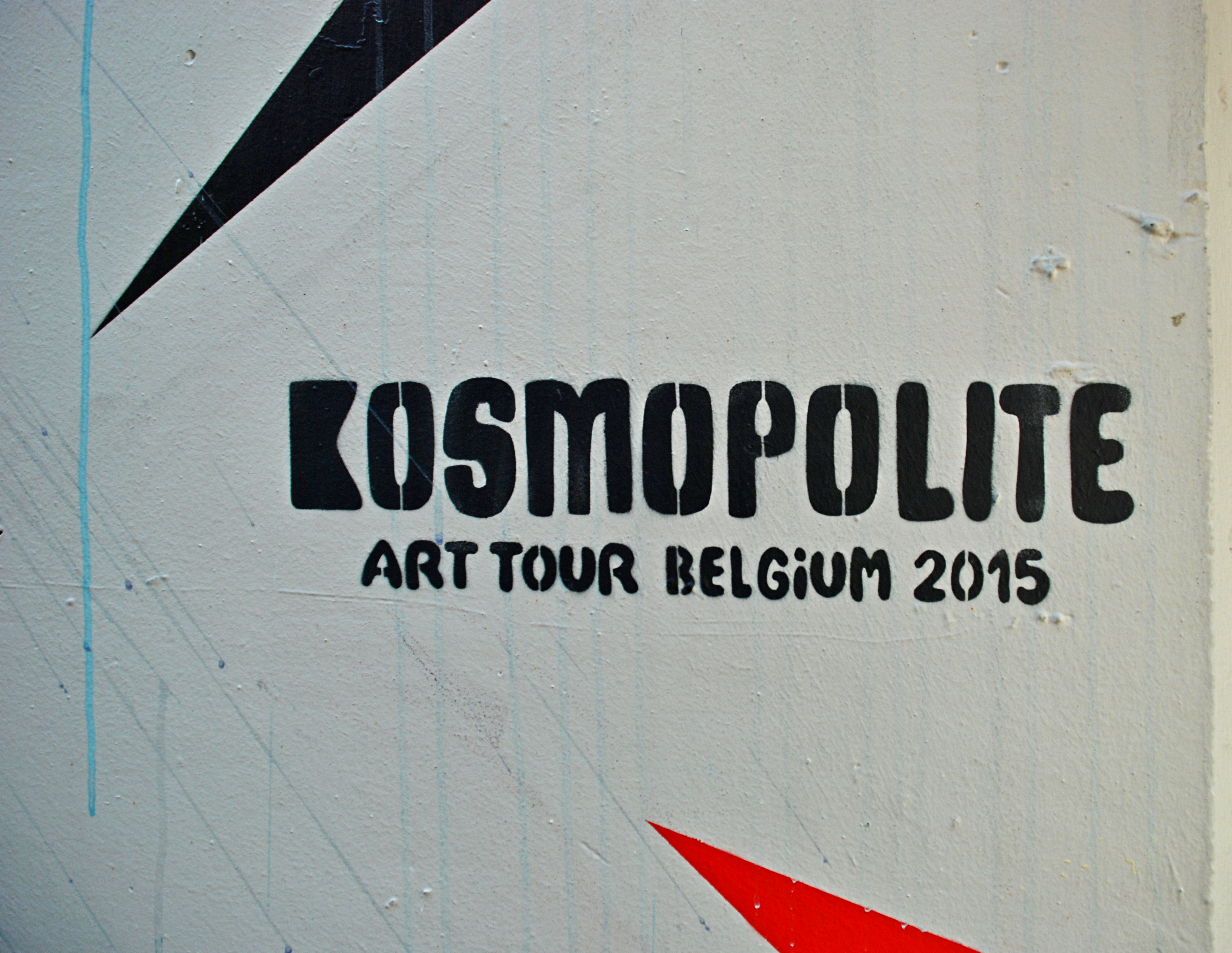
Logo du Kosmopolite Art Tour Belgium 2015.

Le Kosmopolite Art Tour (KAT) est un projet européen dont le but est de promouvoir le Street Art, né de l'association du Festival international de graffiti et des collectifs « Farm Prod » (Belgique) et « Aerosol Bridge Club » (Pays-Bas). L'édition 2015 a réalisé des fresques murales collectives dans trois villes de Belgique : Bruxelles (2 au 10 juillet), Louvain-La-Neuve (31 juillet au 7 août) et Alost (18 au 20 septembre),. 
À Louvain-la-Neuve, ce sont 45 artistes internationaux qui ont été accueillis pendant 10 jours et ont réalisé des fresques murales sur 3 000 m2 de surface,. L'édition belge est une co-organisation entre « Chez Zelle » (la maison des jeunes de LLN) et le collectif de graffeurs bruxellois « Farm Prod »,.

#### Peintures murales de Damien-Paul Gal
Dans le cadre de ce Kosmopolite Art Tour 2015, le graffeur Damien-Paul Gal orne de peintures murales la tour en béton de l'Atelier Théâtre Jean Vilar, qui cache un monte-charge pour les décors.
Damien-Paul Gal, également surnommé DPG, est un artiste de street art et plasticien français né en 1976 en Bretagne et établi à Bruxelles depuis 2003,. En dehors du street art, ce plasticien adepte de la récupération réutilise dans ses œuvres les déchets engendrés par la société de consommation, comme des cartons d'emballage ou des sacs plastiques, pour dénoncer la société qui nous opprime,,.
La tour d'escalier en « béton brut » est ornée de peintures murales, dont l'élément le plus frappant est le grand portrait de Jean Vilar. Le sommet de la tour est orné sur une de ses faces d'un grand œil.
Damien-Paul Gal a peint plusieurs fois, sur le théâtre Jean Vilar et sur le parapet qui se trouve derrière, le cube en forme de K qui constitue le logo du festival Kosmopolite. 

La tour d'escalier en « béton brut » ornée (de 2015 à 2019) de fresques de Damien-Paul Gal
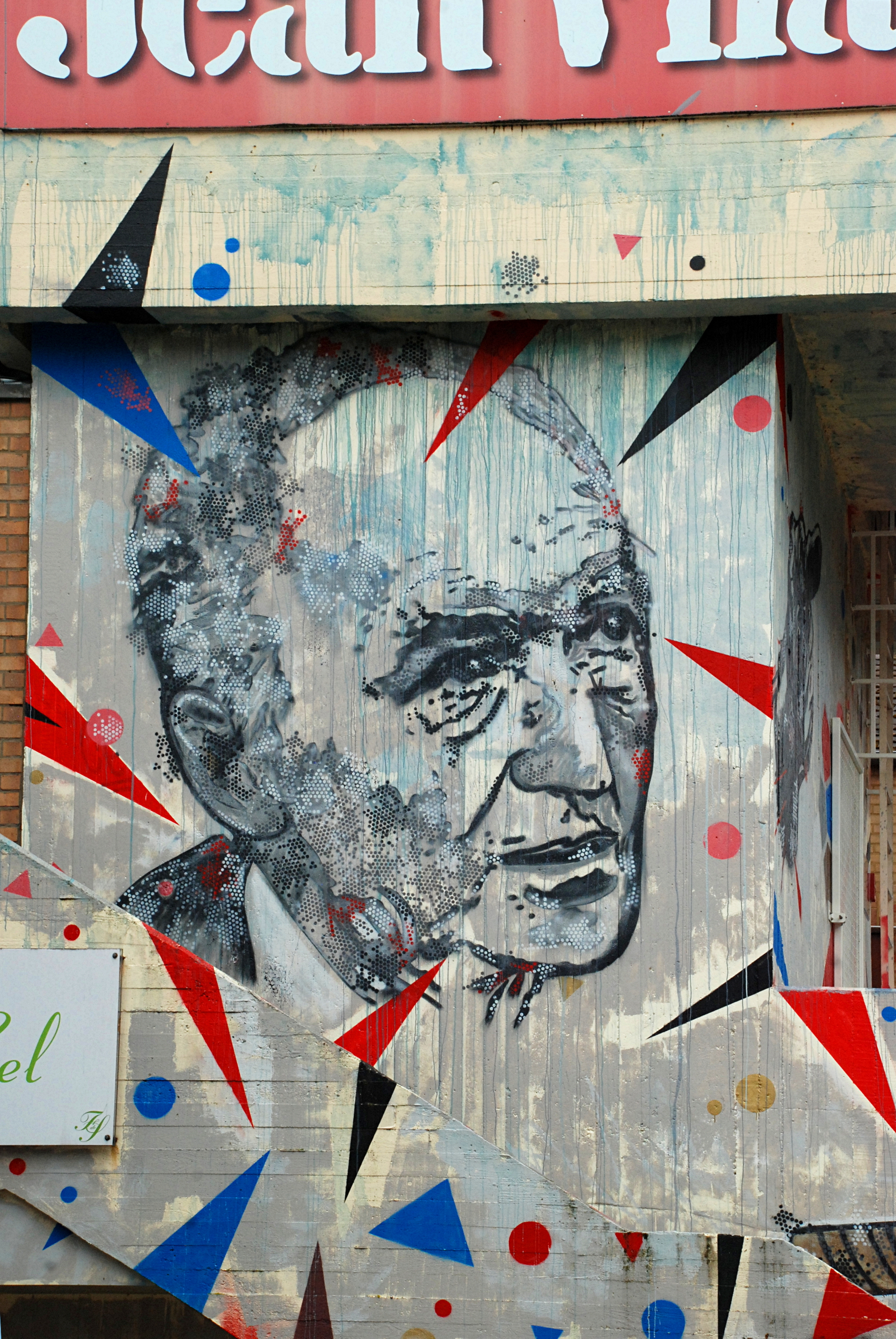
Portrait de Jean Vilar.
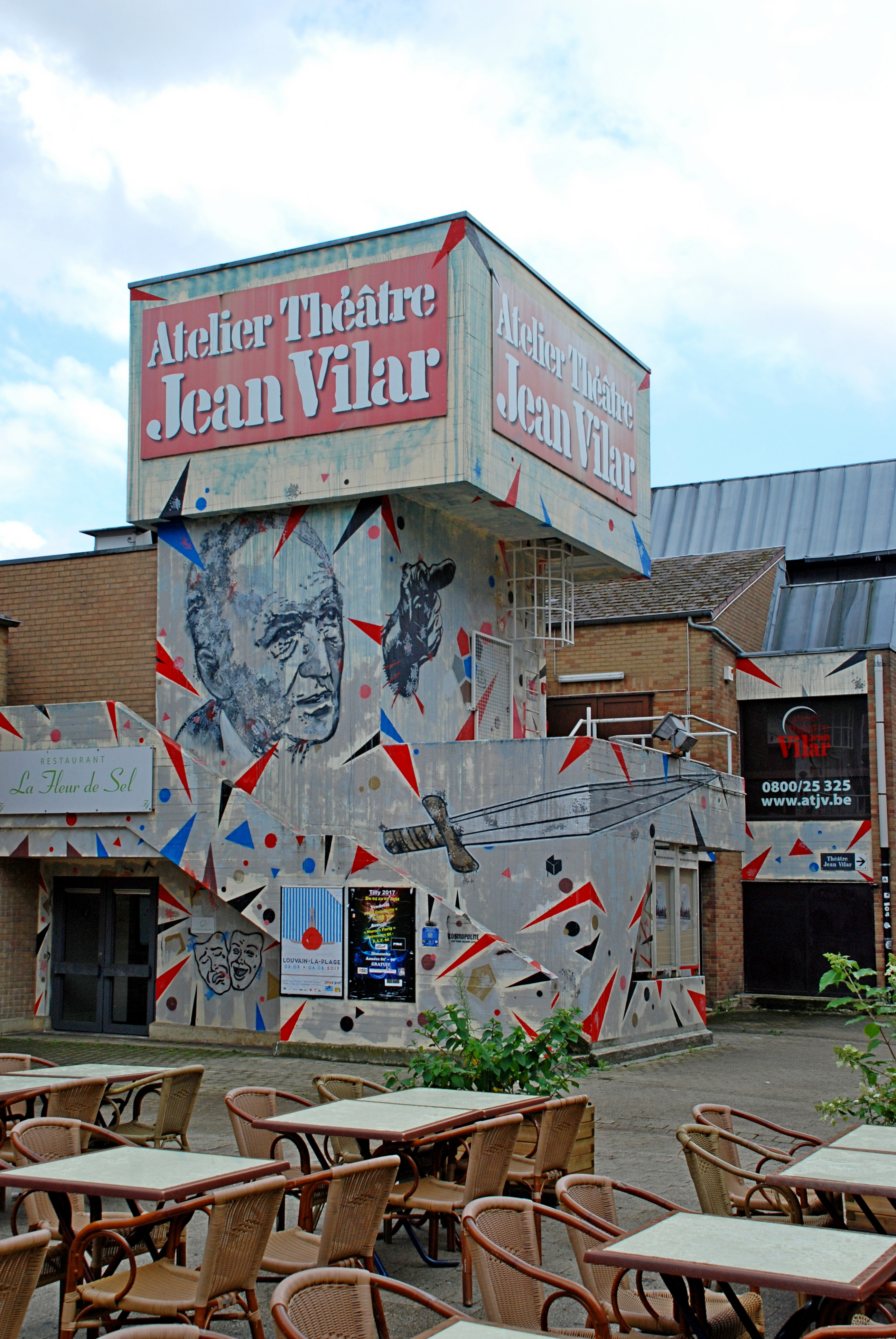
La tour d'escalier en « béton brut » et la place.
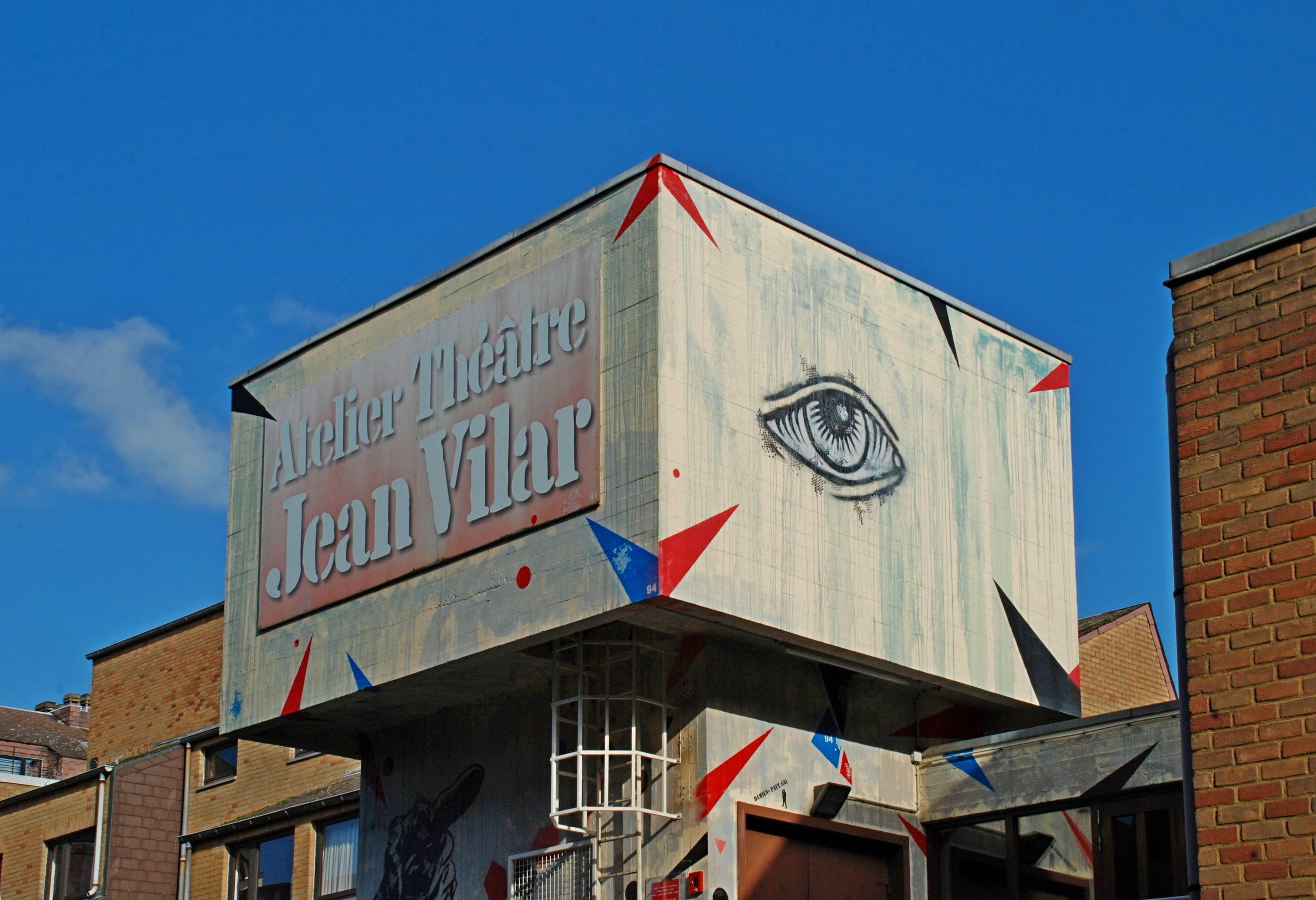
Le sommet de la tour orné d'un grand œil.
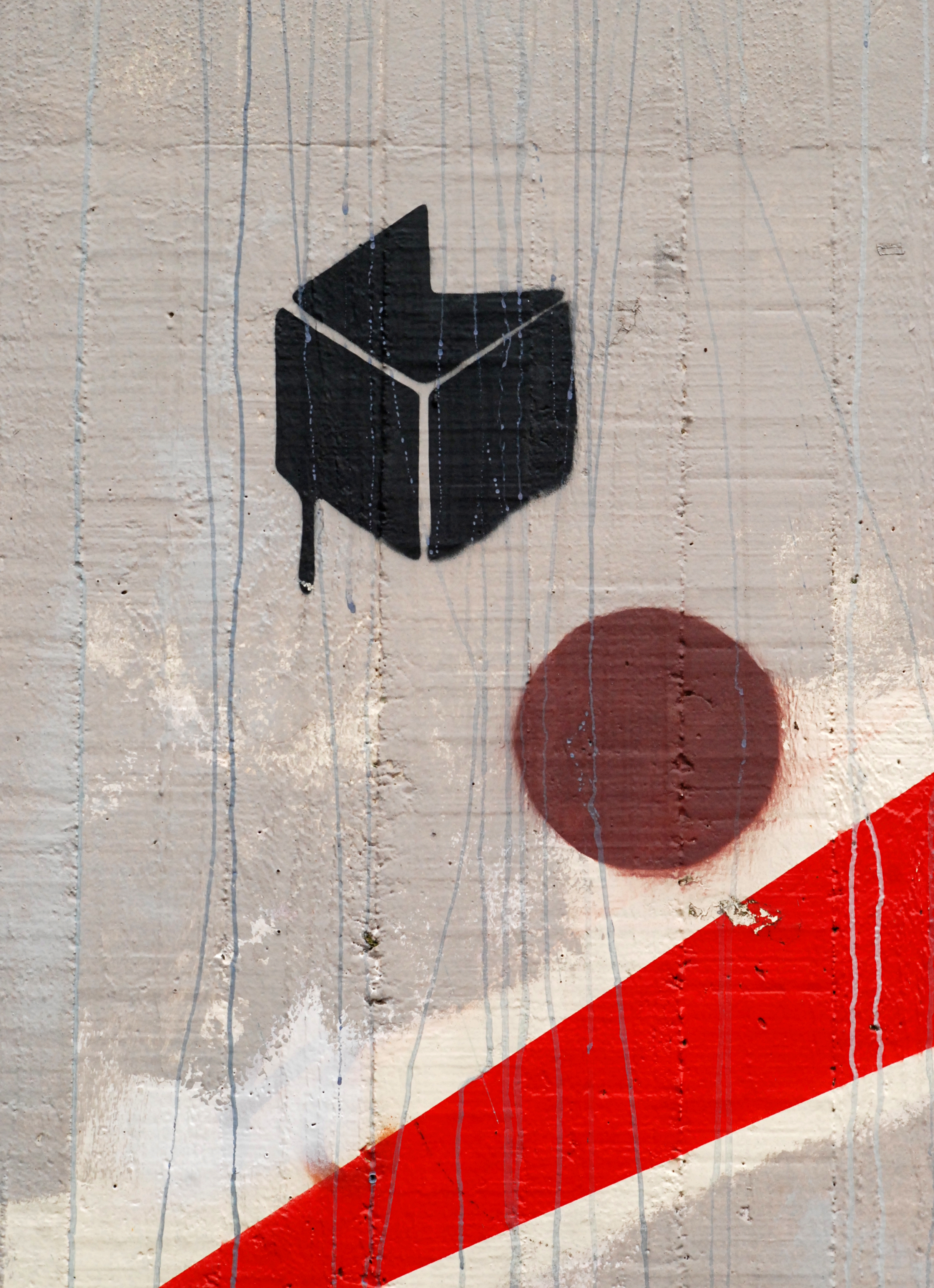
Le cube en forme de K qui constitue le logo du festival Kosmopolite.

L'artiste utilise une palette de motifs ornementaux comprenant des masques de théâtre, un glaive, de fins triangles de couleur rouge, noire ou bleue, des boules de diverses couleurs, des motifs dorés (boules, triangle, pentagone) et même l'œil de la Providence, un œil figuré dans un triangle entouré de rayons de lumière. Il a peint les masques non seulement sur le Théâtre mais également sur le parapet.
L'artiste peint également un motif « 94 » qui ne correspond ni à l'année de sa naissance ni à son département d'origine, mais qui est en fait le logo du modèle de bombe aérosol Montana MTN94 très populaire parmi les graffeurs, et en particulier parmi ceux du Kosmopolite Art Tour 2015 à Louvain-la-Neuve, au nombre desquels Kool Koor, Zësar, Tyrsa, Zumi, Daer, Lady Alezia, 2Shy et les collectifs Anyway, Farm Prod et Art Osons, comme le montrent les photos et la vidéo de 2015 que l'on peut encore apercevoir sur le portfolio de photos présenté sur le site Spraymiummagazine.

Ornements
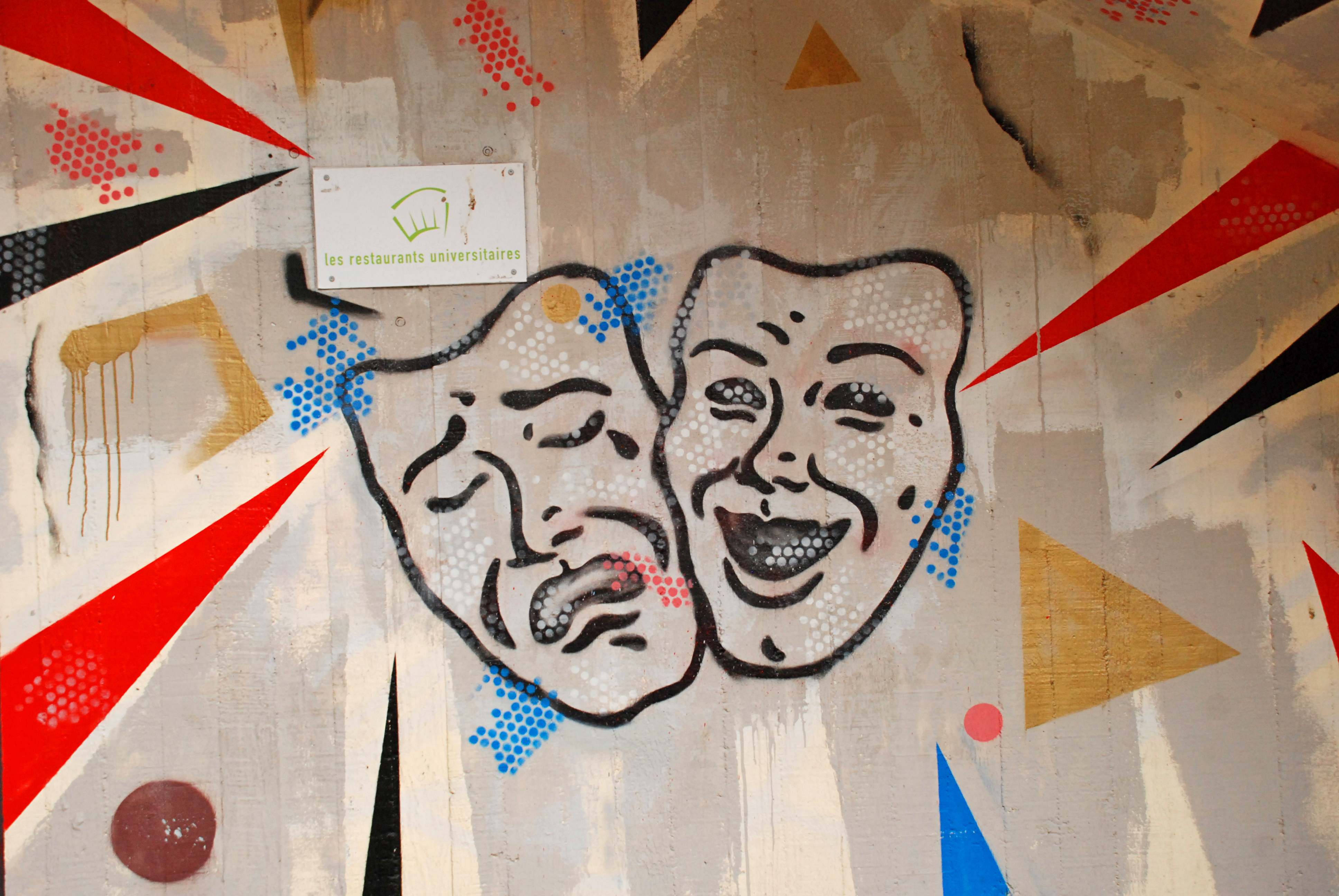
Masques de théâtre.
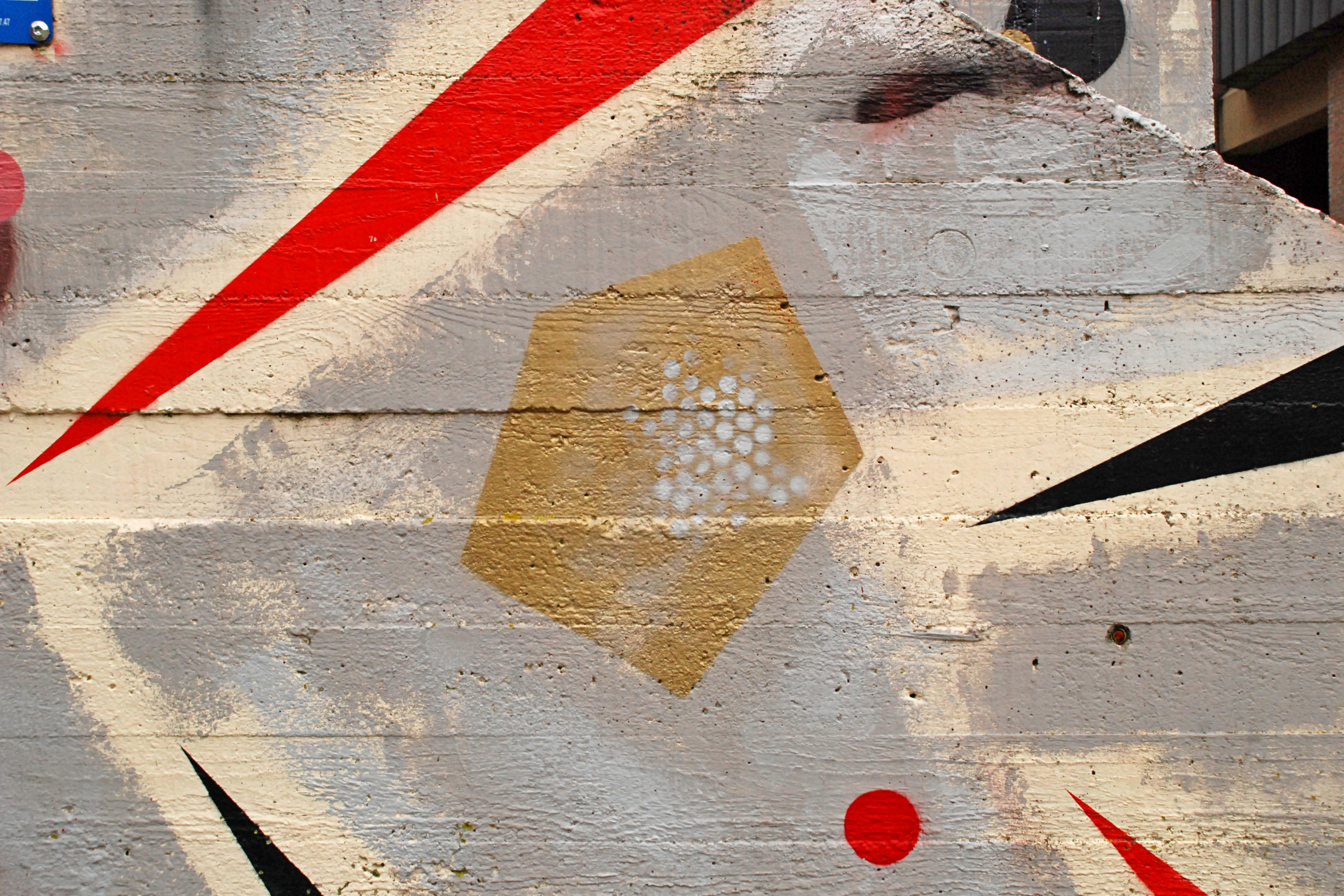
Pentagone doré.
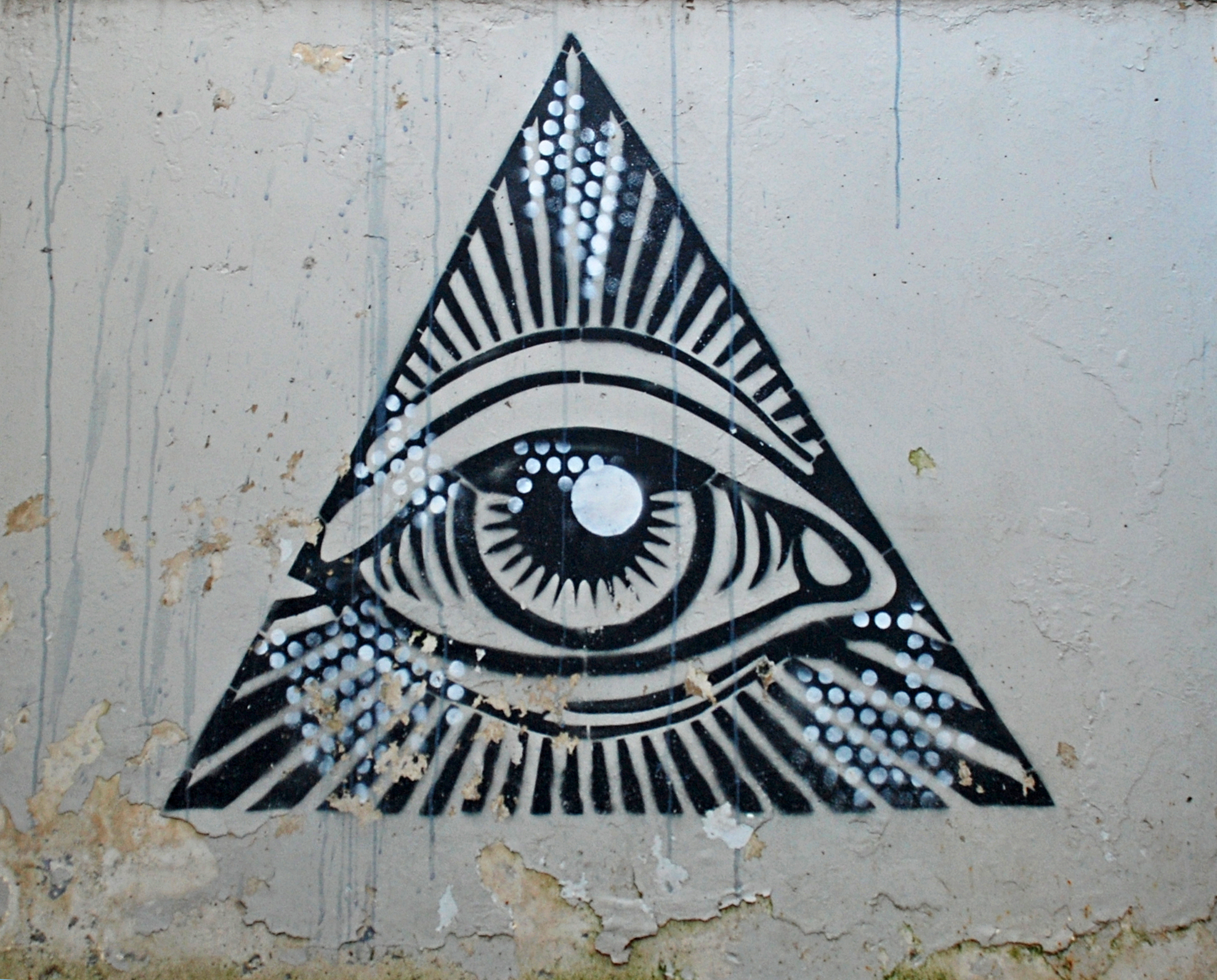
L'œil de la Providence.

L'artiste signe à plusieurs reprises, soit « Damien-Paul Gal » soit « D P G », et dans les deux cas, sa signature est accompagnée de la silhouette d'un homme en train de fumer.

Signatures
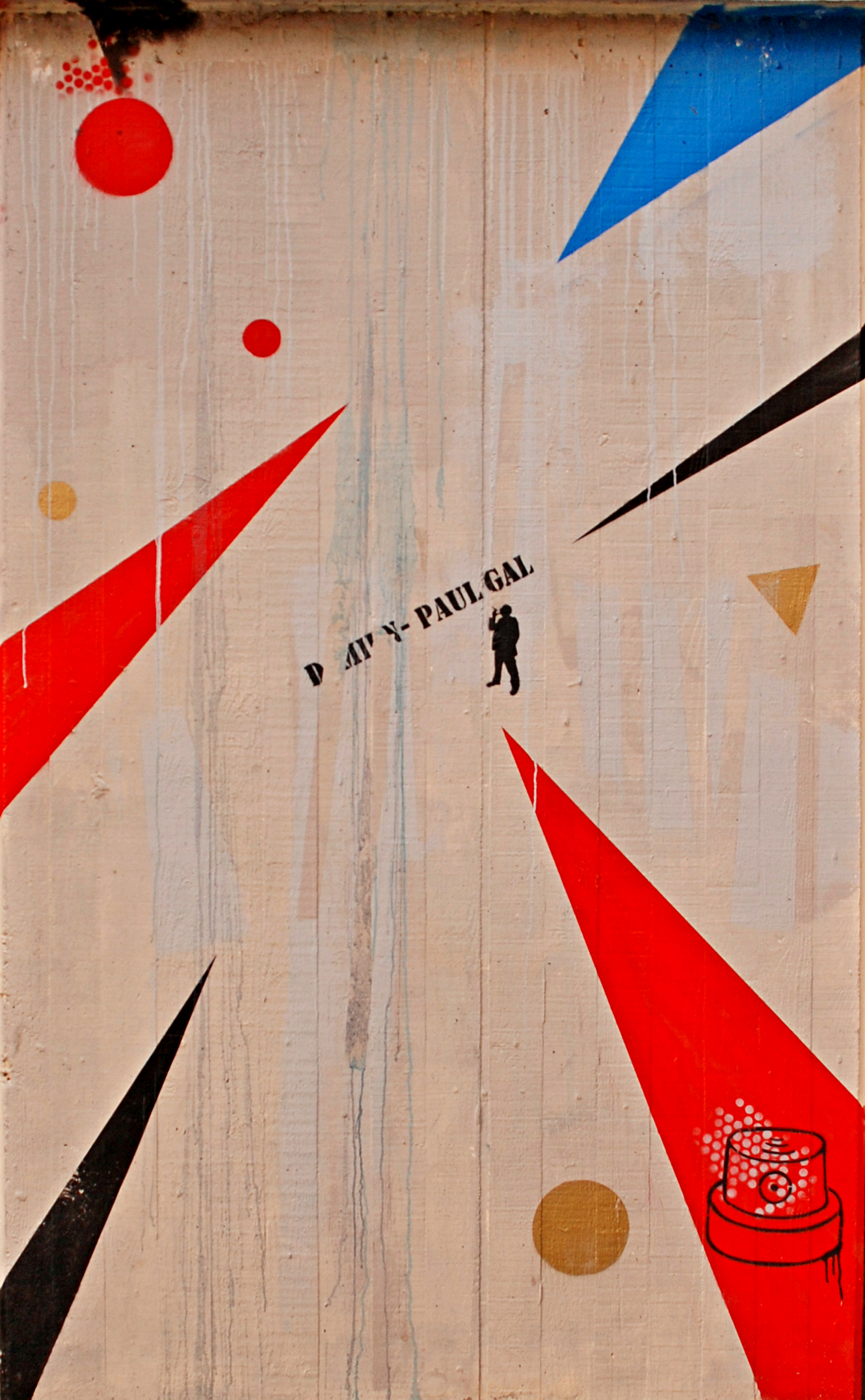
Pan de mur signé.
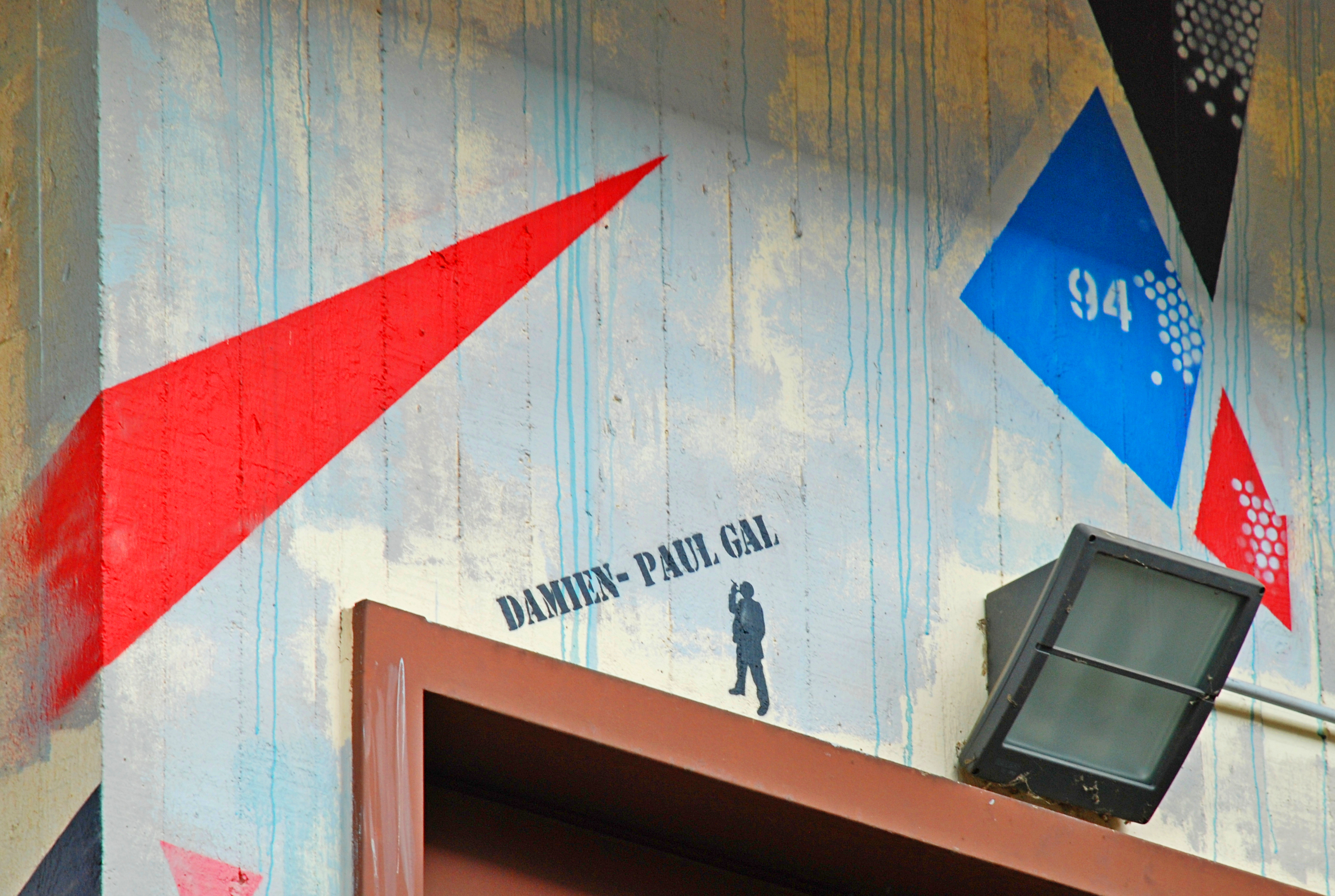
Signature « Damien-Paul Gal » et logo du spray Montana 94 au-dessus d'une issue de secours.
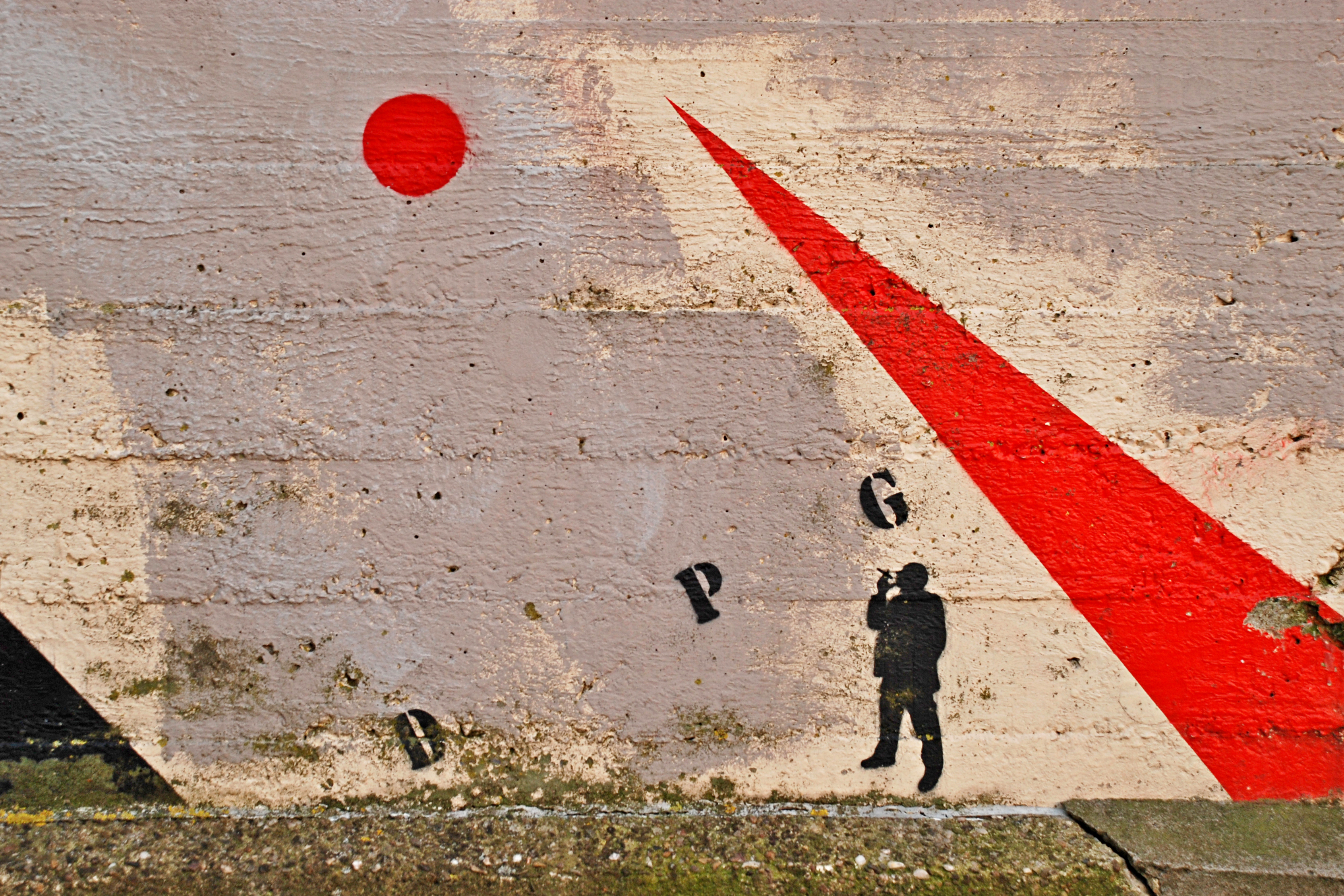
Signature « D P G » au ras du sol.

#### Peintures murales de Fredone Fone
Le petit escalier de secours accolé à l'entrée principale du Théâtre Jean Vilar, située au sud-est du bâtiment, a été ornée lors du Kosmopolite Art Tour 2015 de fresques dues au talent de Fredone Fone,.
Frederico Franco, connu sous le nom de Fredone Fone, est un artiste brésilien autodidacte qui est né à Bom Jesus do Itabapoana dans l'État de Rio de Janeiro et a grandi dans l'État d'Espírito Santo,,,. Il commença à travailler très jeune, en aidant son père maçon durant dix ans,,,. Après avoir pratiqué le graffiti illégal, il signa son premier mur en 1995,.
Il déclare lui-même utiliser des formes abstraites et minimalistes, ainsi que des couleurs comme le noir, le blanc, le gris et le rouge, soit exactement les couleurs que l'on retrouve dans sa réalisation à Louvain-la-Neuve.

Fredone Fone
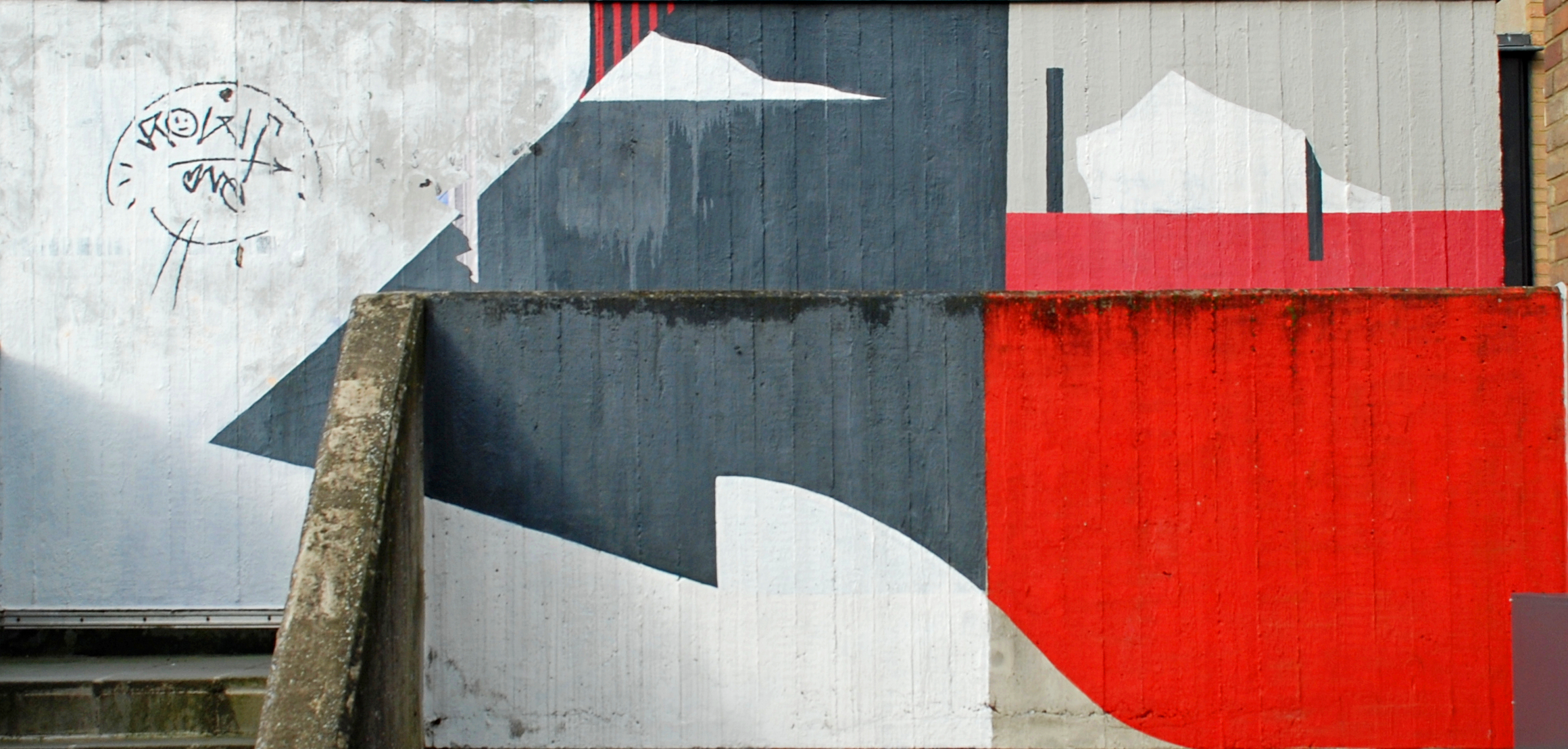
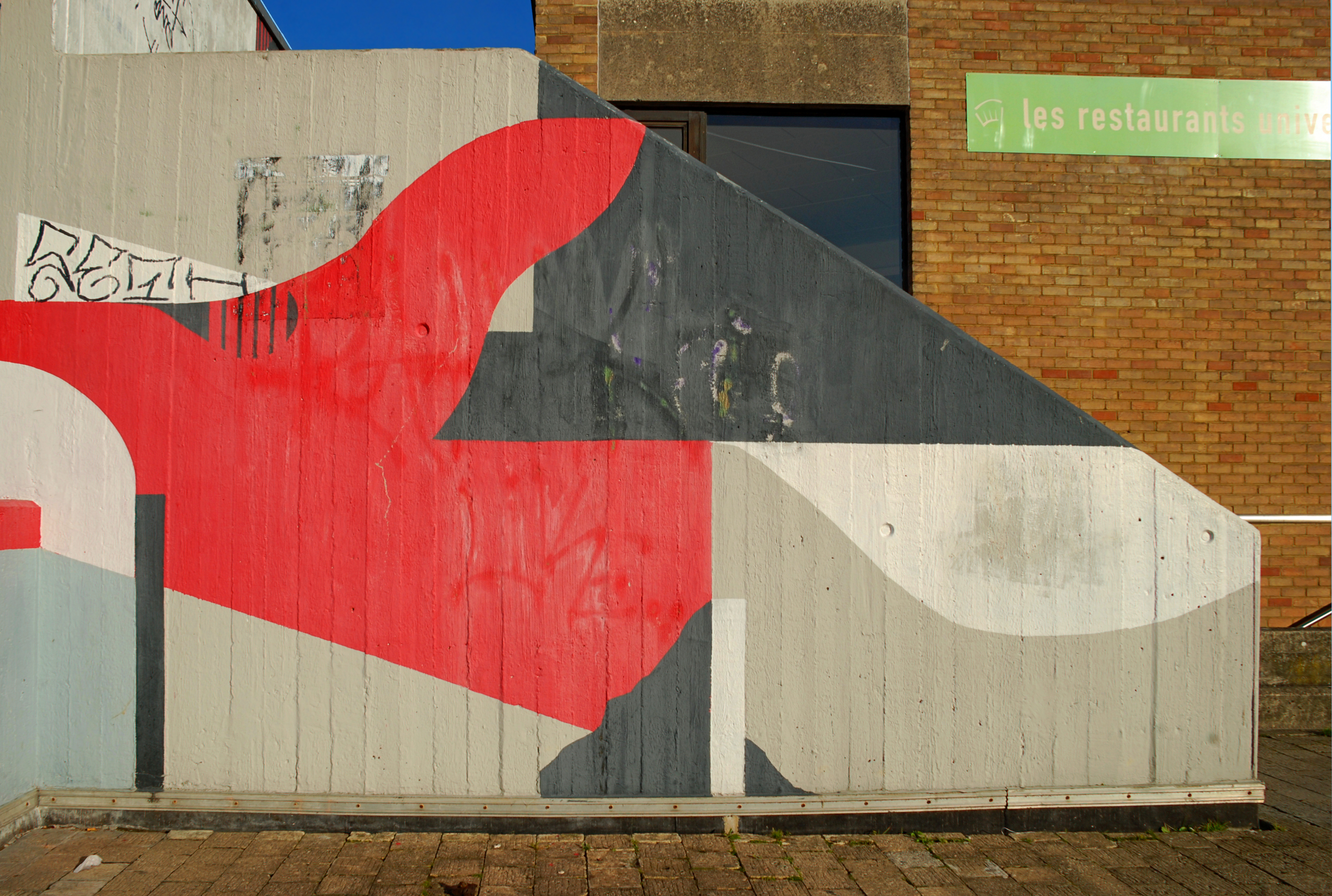
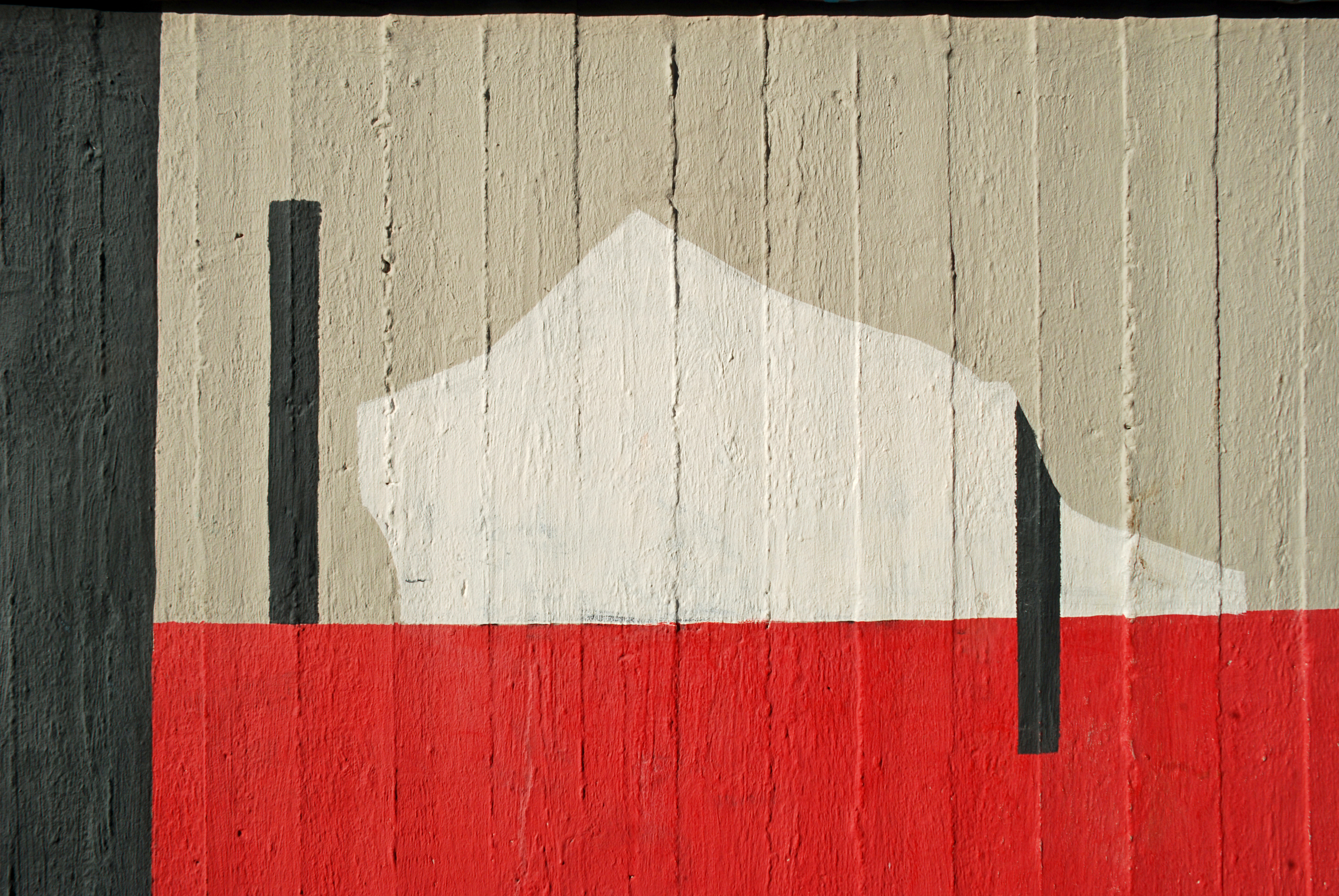

#### Les oiseaux bleus de Mr Cana
L'escalier de l'entrée principale du Théâtre Jean Vilar, située au sud-est du bâtiment, a été orné lors du Kosmopolite Art Tour 2015 de fresques dues à Mr Cana, qui a peint sur les surfaces de béton brut situées de part et d'autre de l'escalier un grand oiseau bleu haut sur pattes, stylisé et géométrique. 
L'oiseau situé à droite quand on descend les marches regarde vers le théâtre, tandis que celui de gauche regarde vers la rue. Le premier a le corps bleu clair et des ailes sombres, tandis que le second a le corps bleu foncé et des ailes claires.
Ces oiseaux sont typiques du style de Mr Cana,, un membre du collectif de graffeurs lillois Renart, originaire de Denain, actif à Valenciennes à ses débuts (1994/1999) puis à Lille, et qui est allé peindre des fresques jusqu'en Palestine.
On notera qu'on trouve quatre oiseaux très semblables sur les quais de la gare et un dernier sur le mur qui sépare la gare du boulevard de Wallonie. 

Les oiseaux bleus de Mr Cana
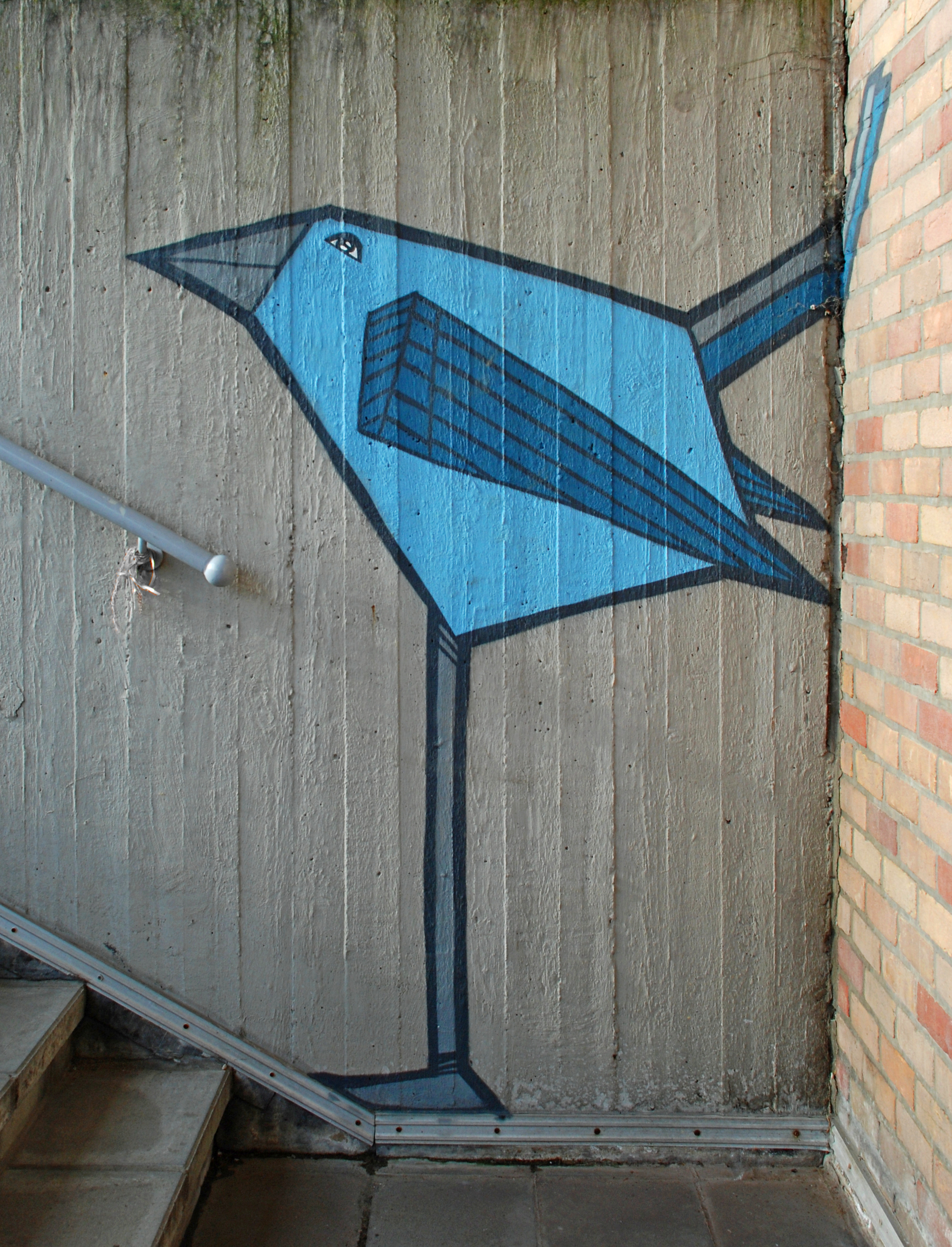
L'oiseau de gauche, qui regarde vers la rue.
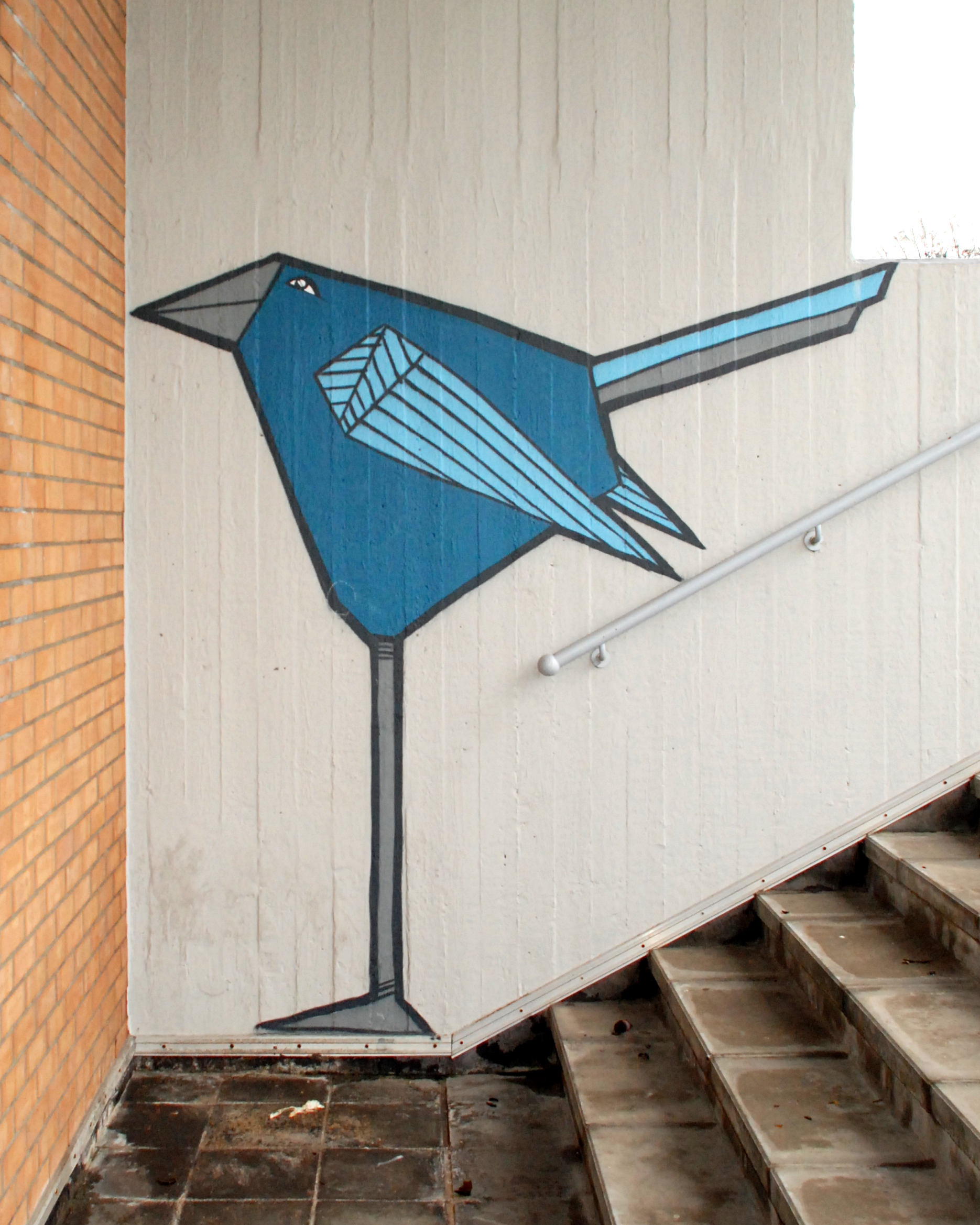
L'oiseau de droite, qui regarde vers le théâtre.

## Art public aux abords du théâtre
Louvain-la-Neuve est riche en œuvres d'art public et plusieurs se dressent aux abords de l'Atelier Théâtre Jean Vilar.

### Sculptures

#### Cylindre assyrien
Sur la place Rabelais, au nord-ouest de l'Atelier Théâtre Jean Vilar, se dresse le Cylindre assyrien, une sculpture fontaine en marbre rouge royal de Belgique d'une hauteur de 2,4 m, réalisée en 2001 par Didier Rousseau,,. Pour cette fontaine commanditée par la communauté assyrienne de Louvain-la-Neuve à l'issue d'un concours qui imposait une création contemporaine inspirée de l'antiquité assyrienne, l'artiste a choisi de réaliser un cylindre en marbre qui rappelle les sceaux-cylindres (cylindres à graver) de l'Antiquité mésopotamienne. Pour reprendre les mots de l'ouvrage L'art dans la ville - Promenades à Ottignies-Louvain-la-Neuve « Il élabora son projet de manière à attirer le regard de celui qui pénètre sur la place et à contenir quelque peu l'envahissement de celle-ci par les terrasses des cafés ».

#### Figure couchéeouSybille au repos
Le long du chemin des Lorrains, la Figure couchée ou Sybille au repos réalisée en pierre bleue par Jean-Paul Emonds-Alt  fait face au théâtre au sud-ouest : réalisée en 1977, la sculpture a été mise en place à cet endroit en 1996,. L'artiste raconte au sujet de cette statue : « En taillant cette pierre, elle me dit un jour "Arrête, tu vas me faire mal!". J'ai obéi et c'est tant mieux. Comme quoi la pierre parle. Quant à son nom, on m'a rapporté que quelques jours après sa mise en place à Louvain-la-Neuve, quelqu'un avait placé un petit mot écrit disant "Sybille se repose". J'ai trouvé cela charmant ».

#### Augustin l'auto-stoppeur
Sur le parking Jacques Leclerc, le long du boulevard de Wallonie, contre la gare des bus de Louvain-la-Neuve, se dresse la statue d'Augustin l'auto-stoppeur, sculpture en bronze réalisée par Gigi Warny en 1999 et installée à cet endroit en 2002,,.
Cette statue de 2 m de haut est un don de Paul Simon à Université catholique de Louvain,.
Prénommé Augustin par son commanditaire, cet auto-stoppeur « symbolise parfaitement la bohème et la débrouille liées à la vie de bon nombre d'étudiants et d'habitants sur le site Louvain-la-Neuve ». Peu après son installation, on lui a volé ses lunettes. On peut encore apercevoir sur son nez une des plaquettes de la paire de lunettes.

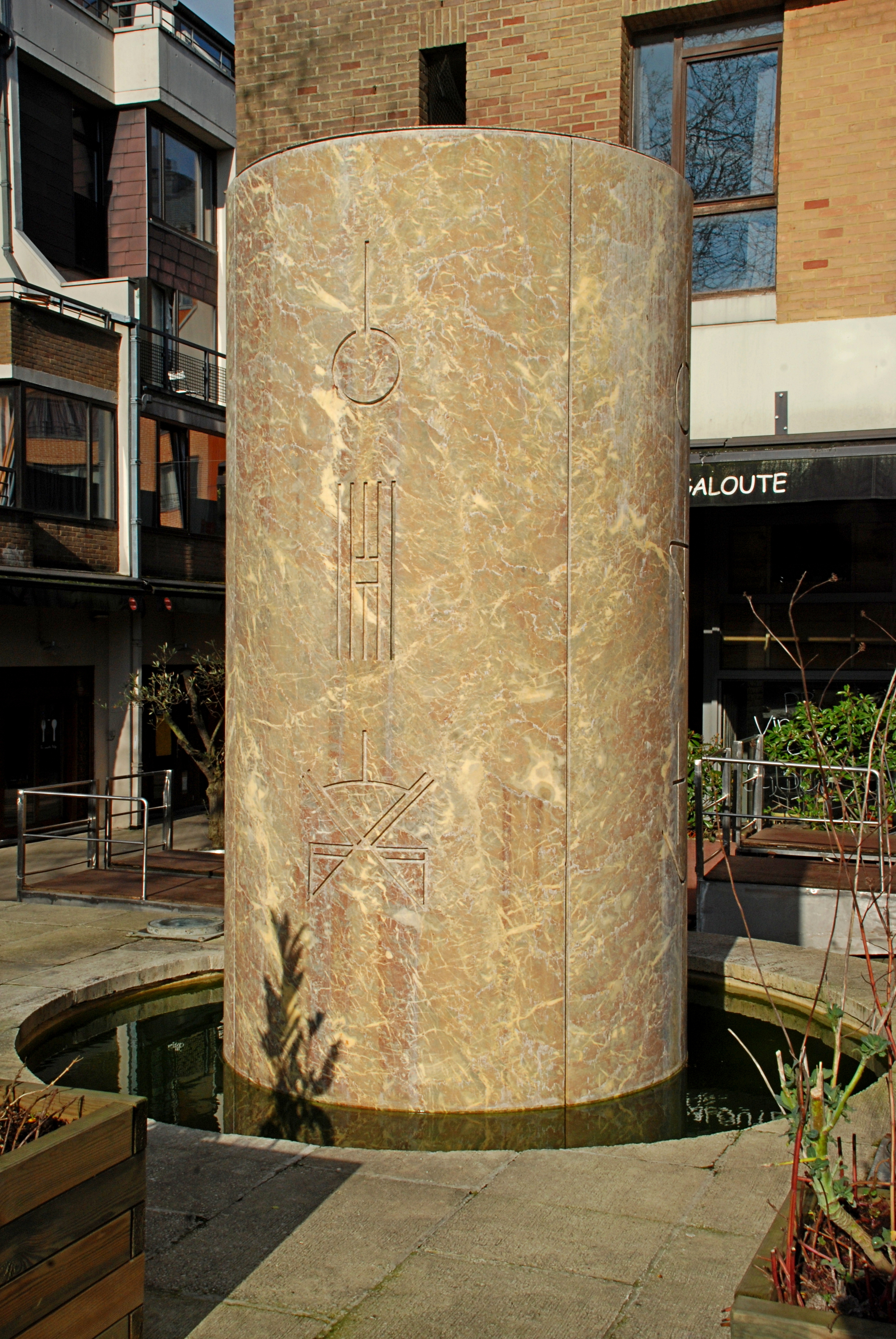
Cylindre assyrien.
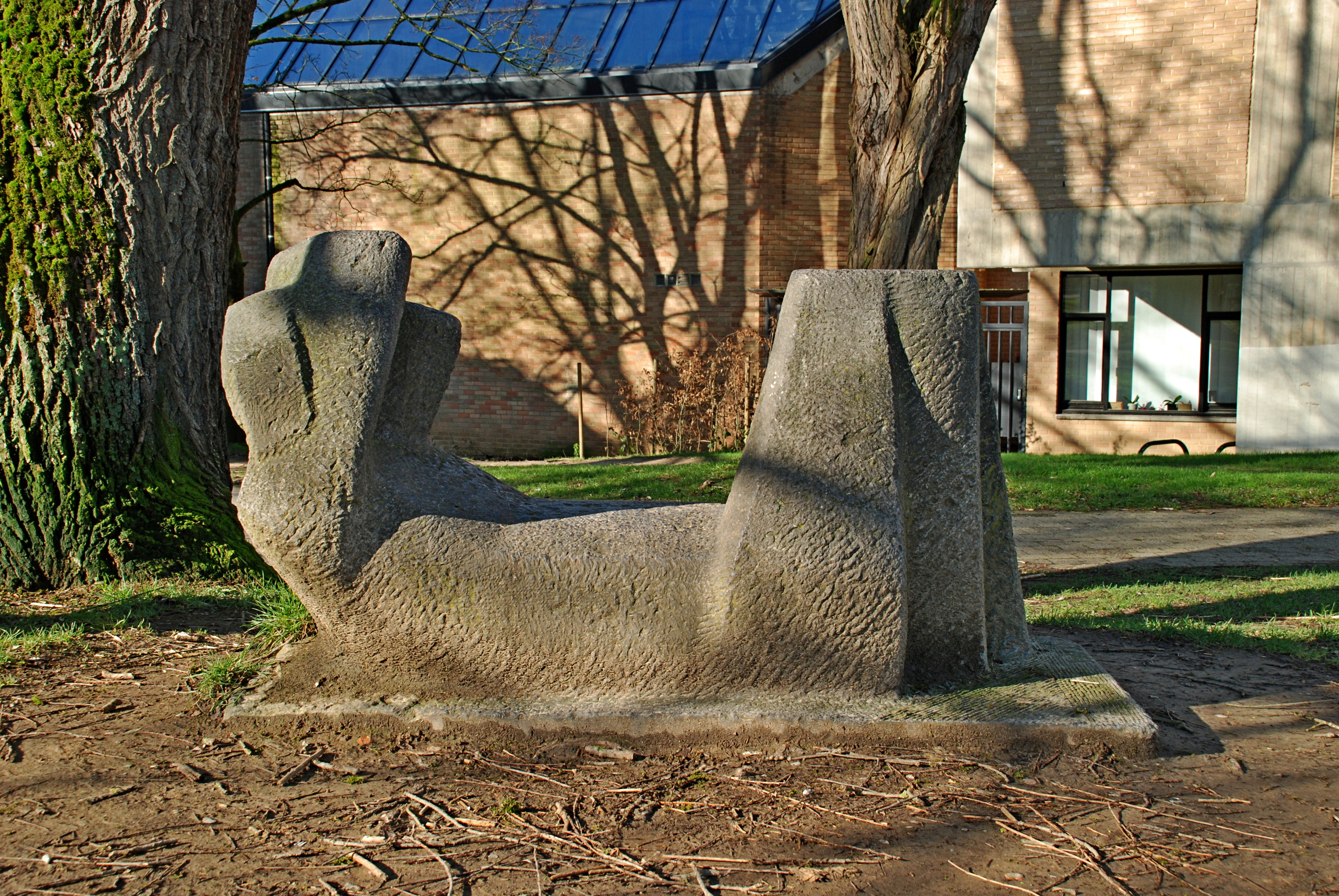
Sybille au repos.
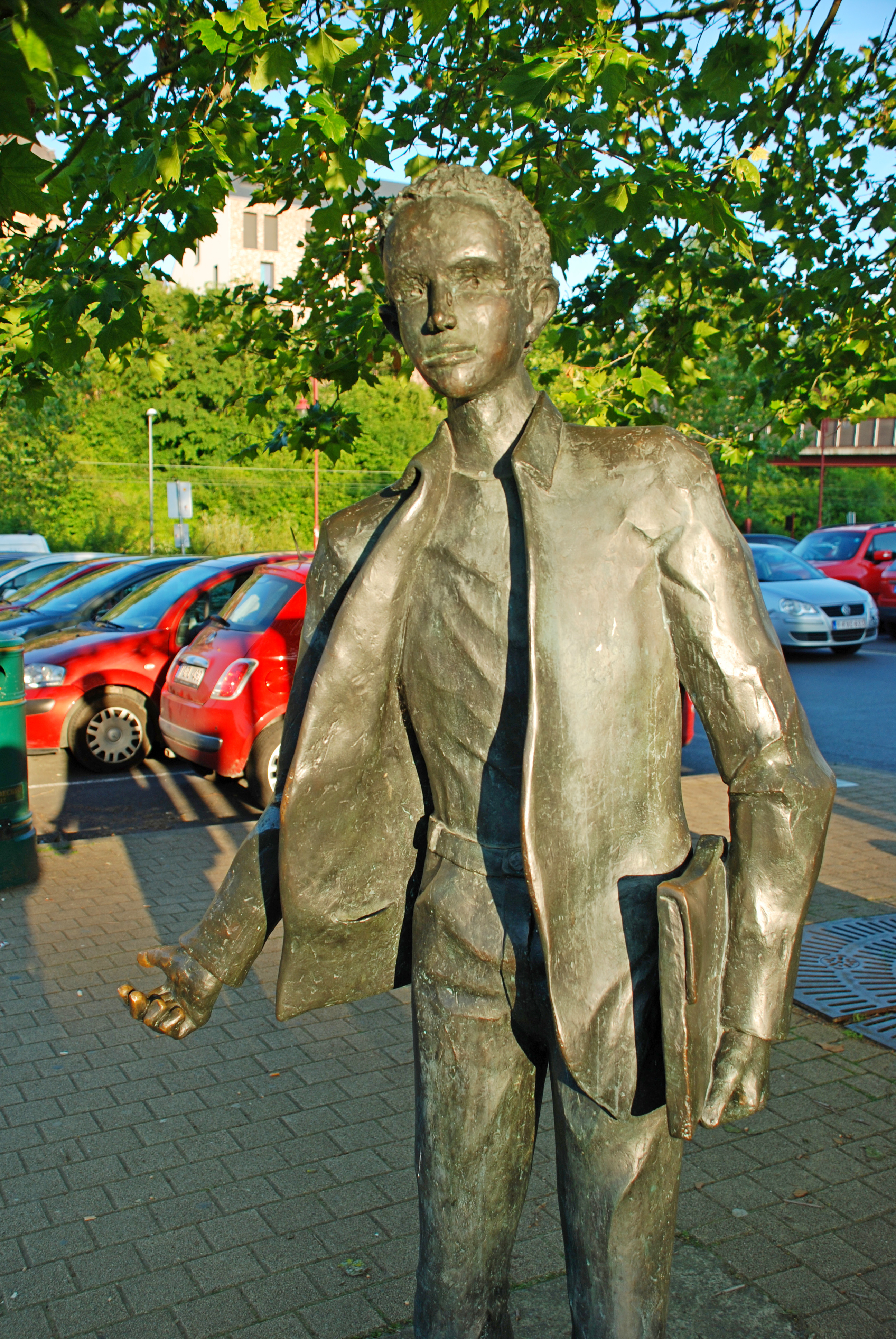
Augustin l'auto-stoppeur.
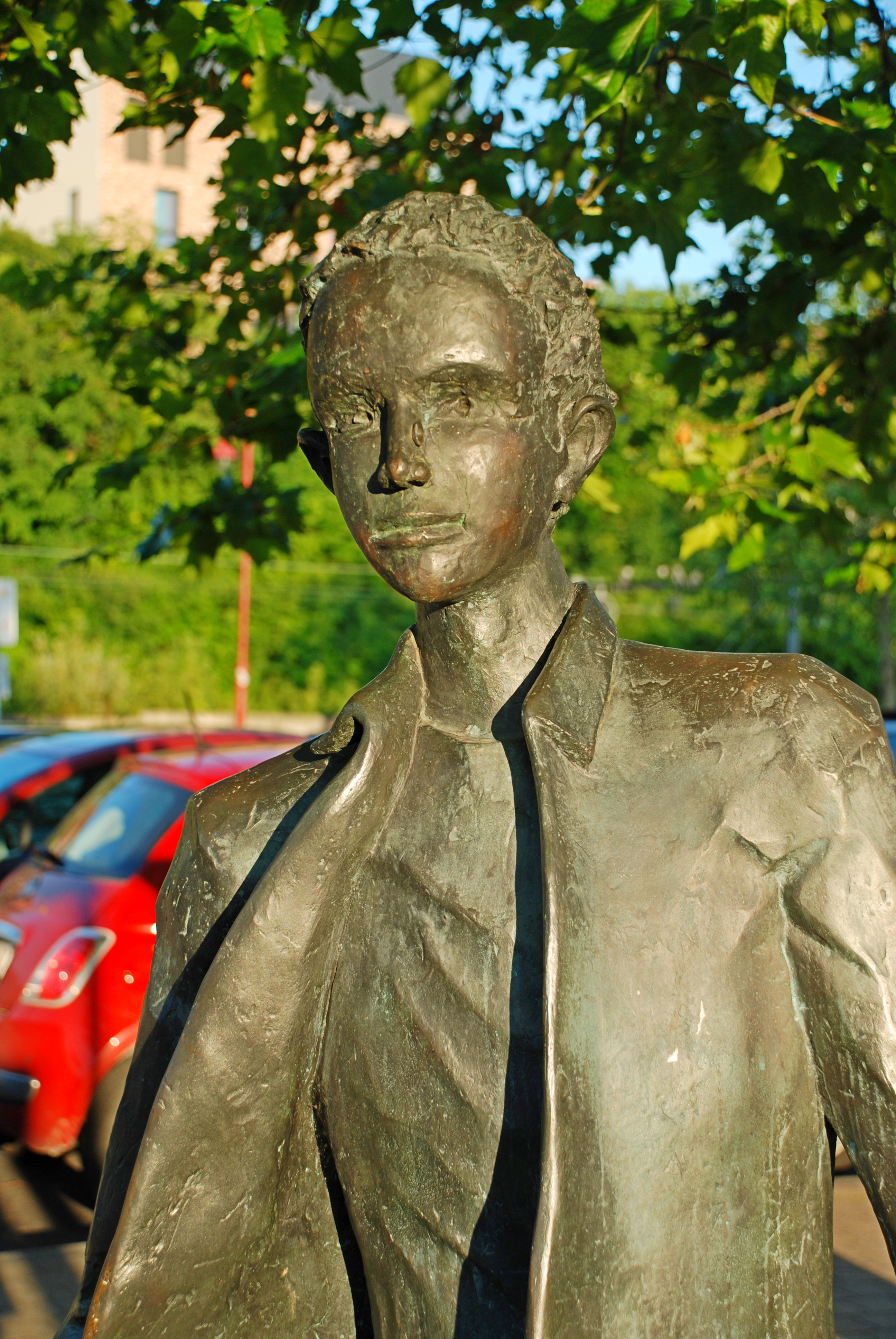
Augustin (détail).
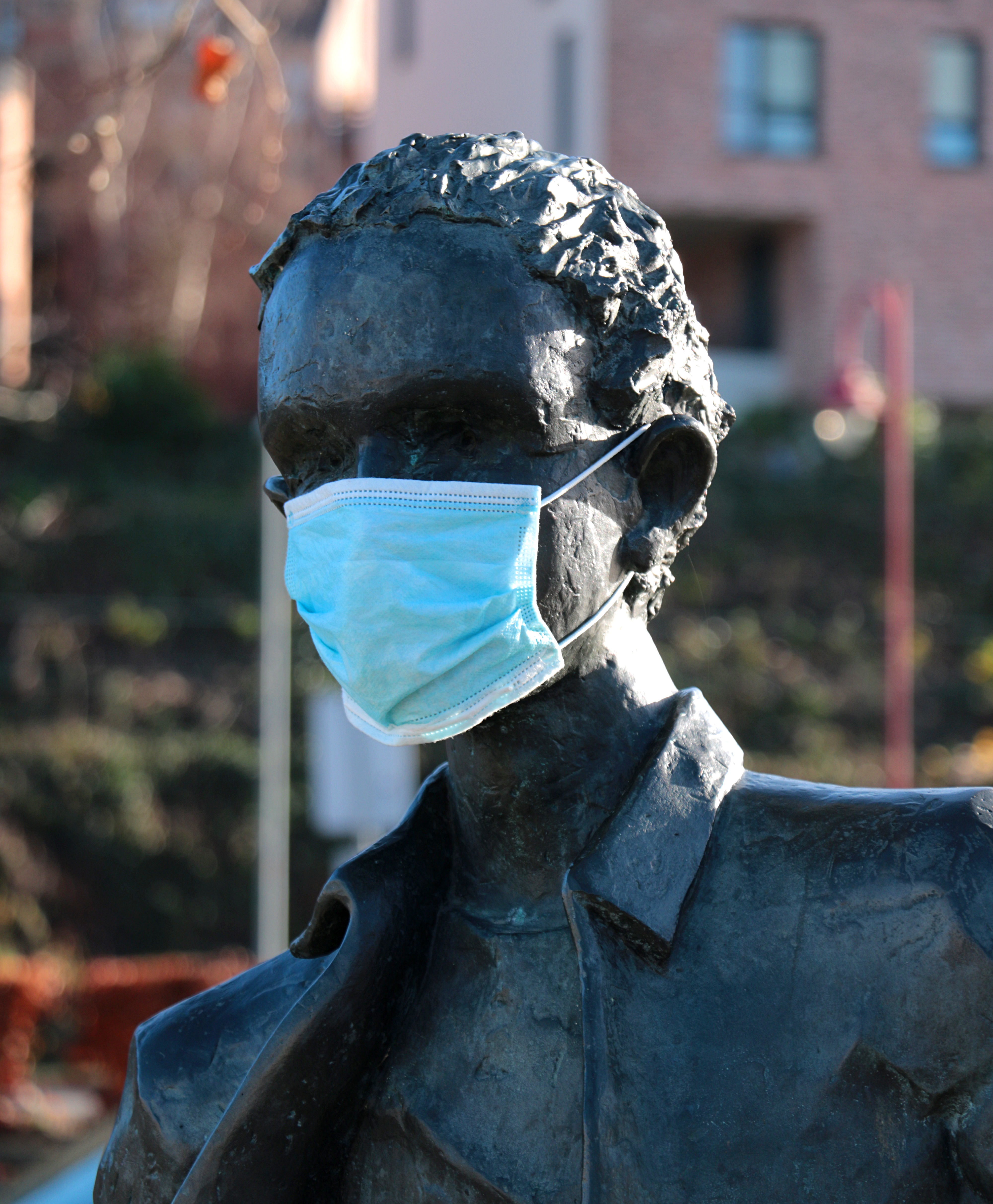
Augustin durant la pandémie de Covid-19.

### Peintures murales duKosmopolite Art Tour2012 sur le parking du Sablon
Le mur situé sous le restaurant universitaire Le Sablon conserve intactes ses fresques du festival international d'art urbain (street art) Kosmopolite Art Tour 2012.
Une grande partie de la fresque est occupée par des têtes inquiétantes peintes dans les tons bleus et verts ainsi qu'une tête patibulaire signée VEP. Le coin gauche s'anime avec un personnage à l'allure fantasque au visage couvert d'un masque à gaz, au bras arborant la mention "Narvaland" (le royaume des street-artists) et dont les doigts griffus tiennent un rouleau de peintre accroché au bour d'un long manche.
Un petit pan de mur perpendiculaire révèle un univers très différent, très poétique, dû au talent de la graffeuse brésilienne, Marina Zumi. 
Le niveau inférieur de sa fresque montre un ourson à la tête verte et blanche qui soutient la partie supérieure de la fresque figurant un arbre gracile dont les branches perlées de rose tombent sur un cube en forme de K, logo du festival Kosmopolite que l'on retrouve également sur un petit bout de papier tenu par les doigts griffus du personnage "Narvaland". Ce logo sera repris sur certaines fresques du Kosmopolite Art Tour 2015 à Louvain-la-Neuve comme, par exemple, au Théâtre Jean Vilar.

Peintures murales du parking du Sablon (2012)
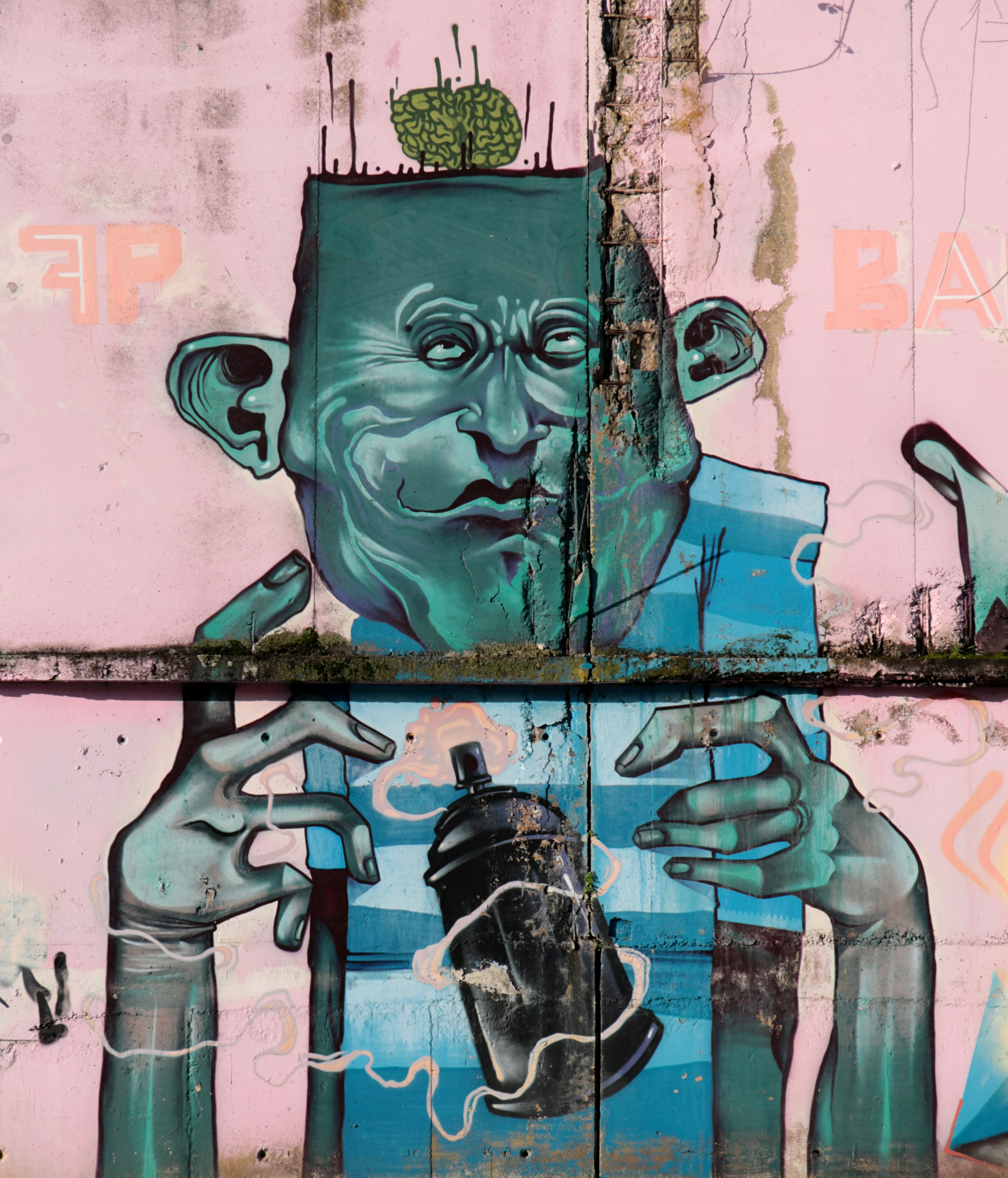
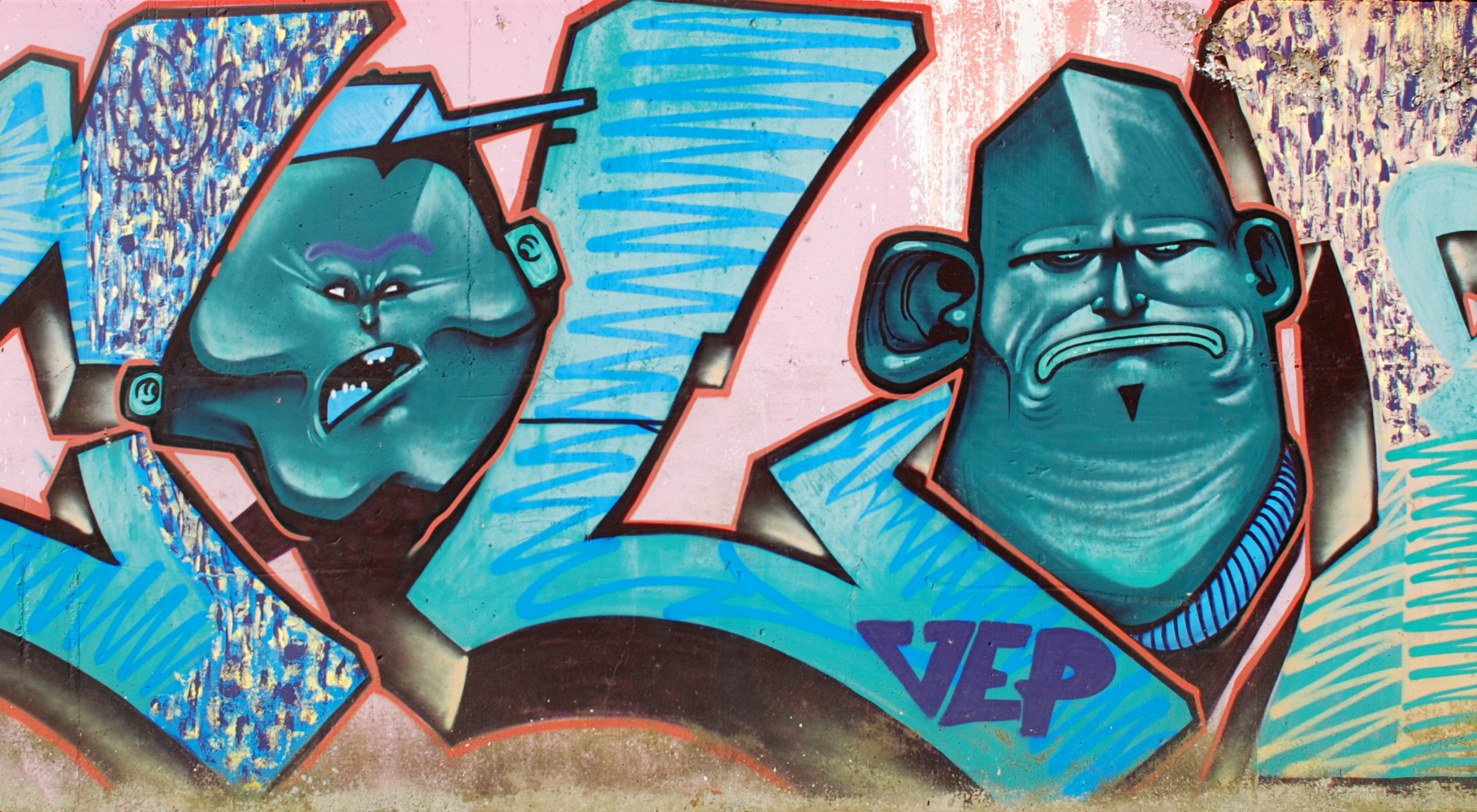
« VEP ».
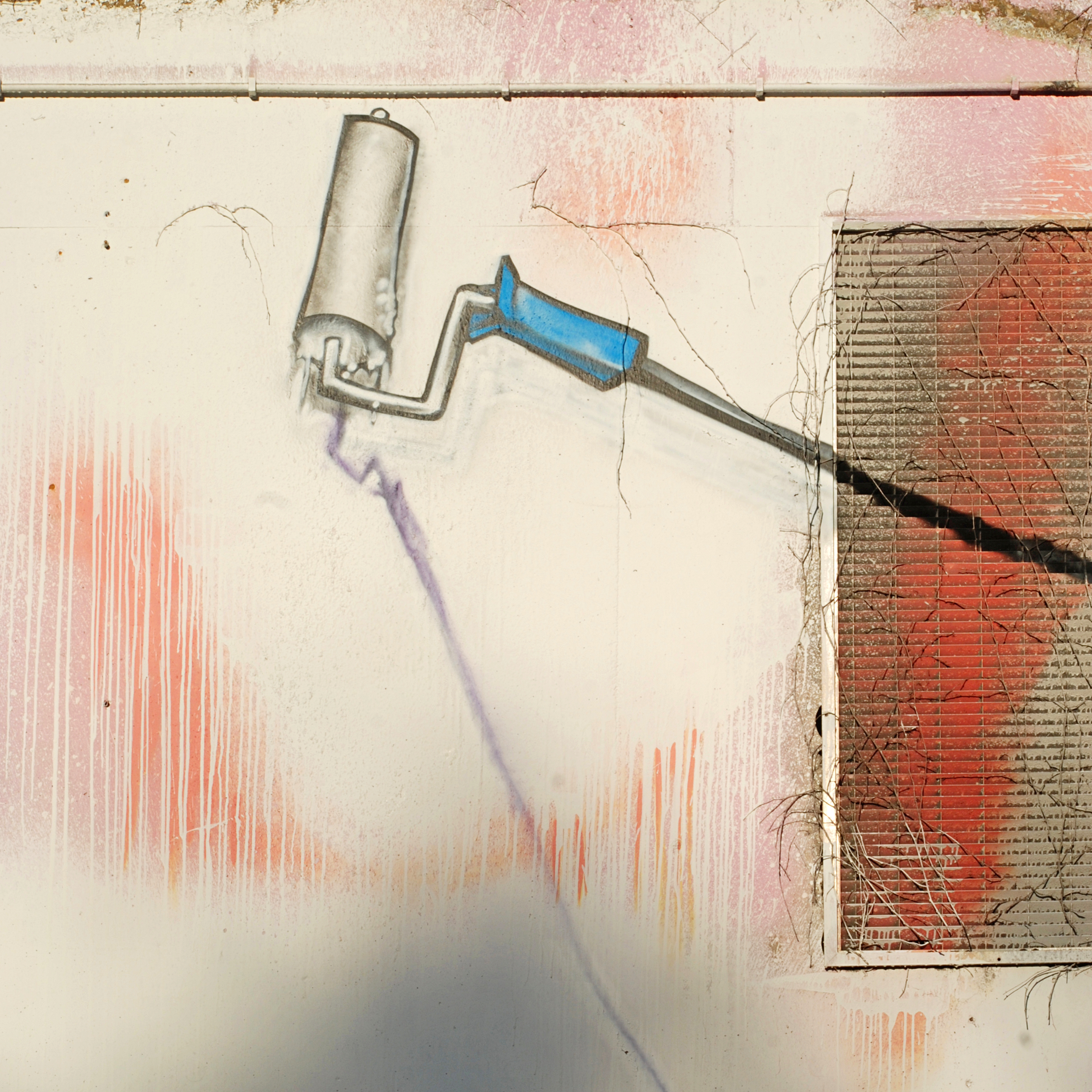
Rouleau de peinture.
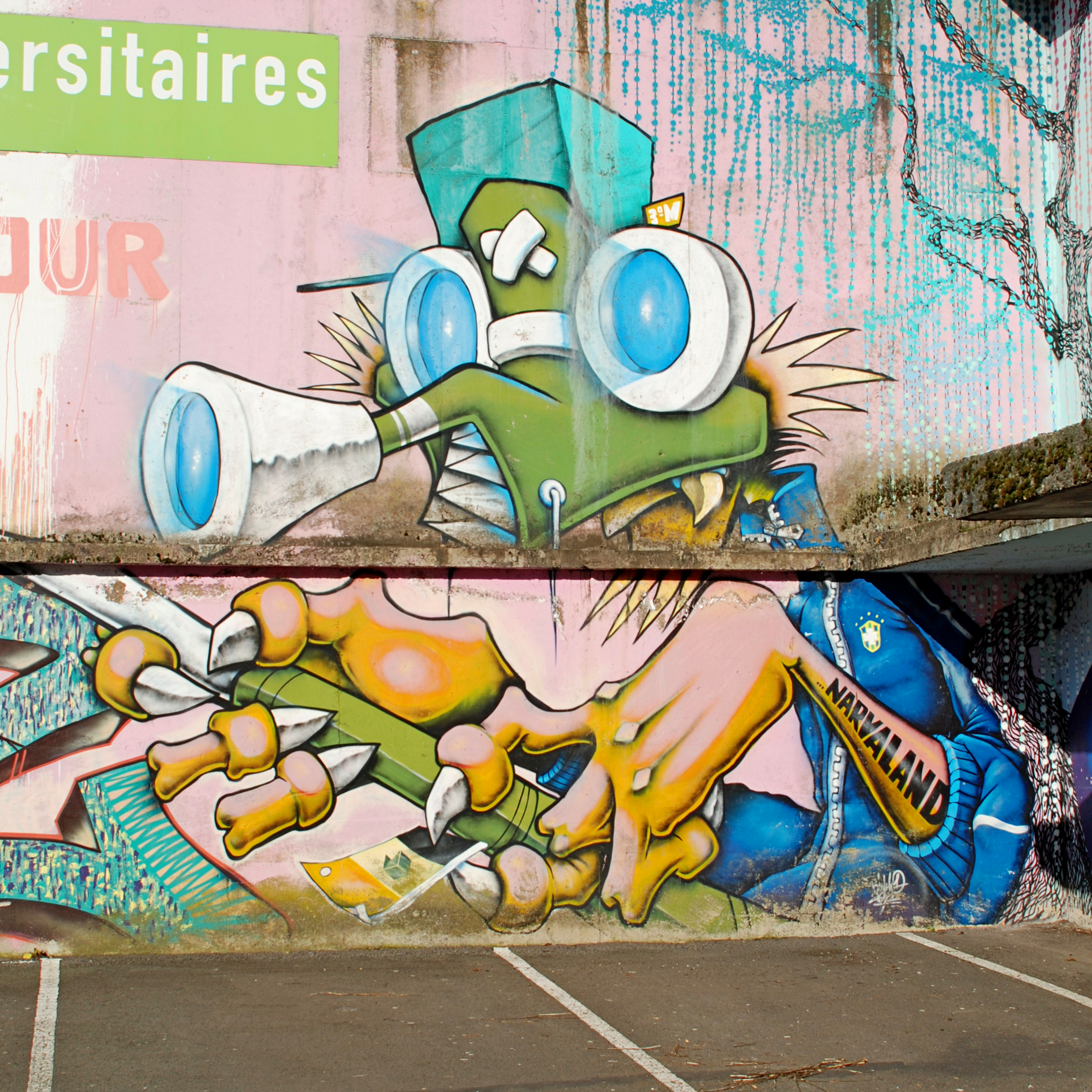
« Narvaland ».
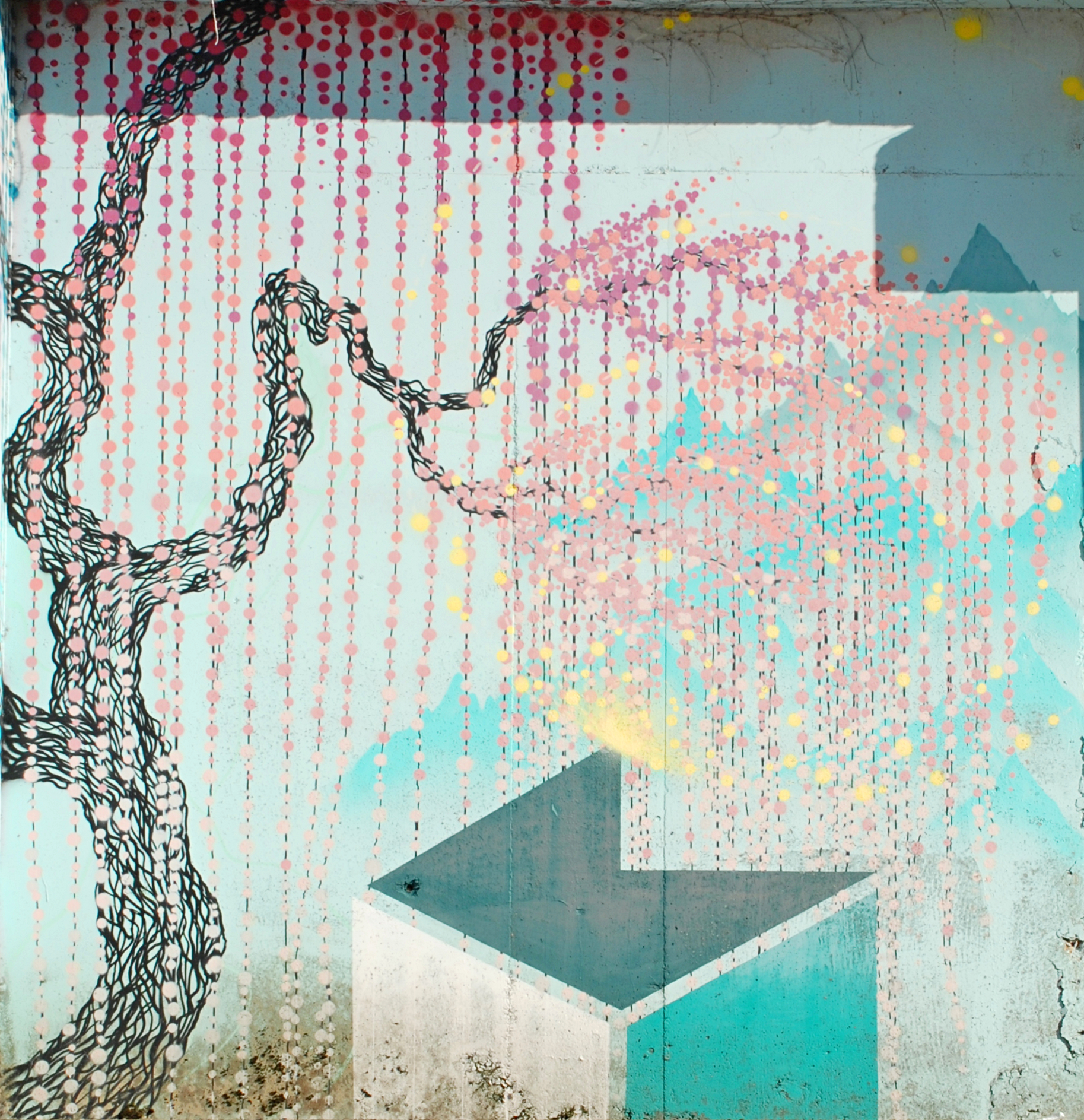
Arbre peint par Zumi.
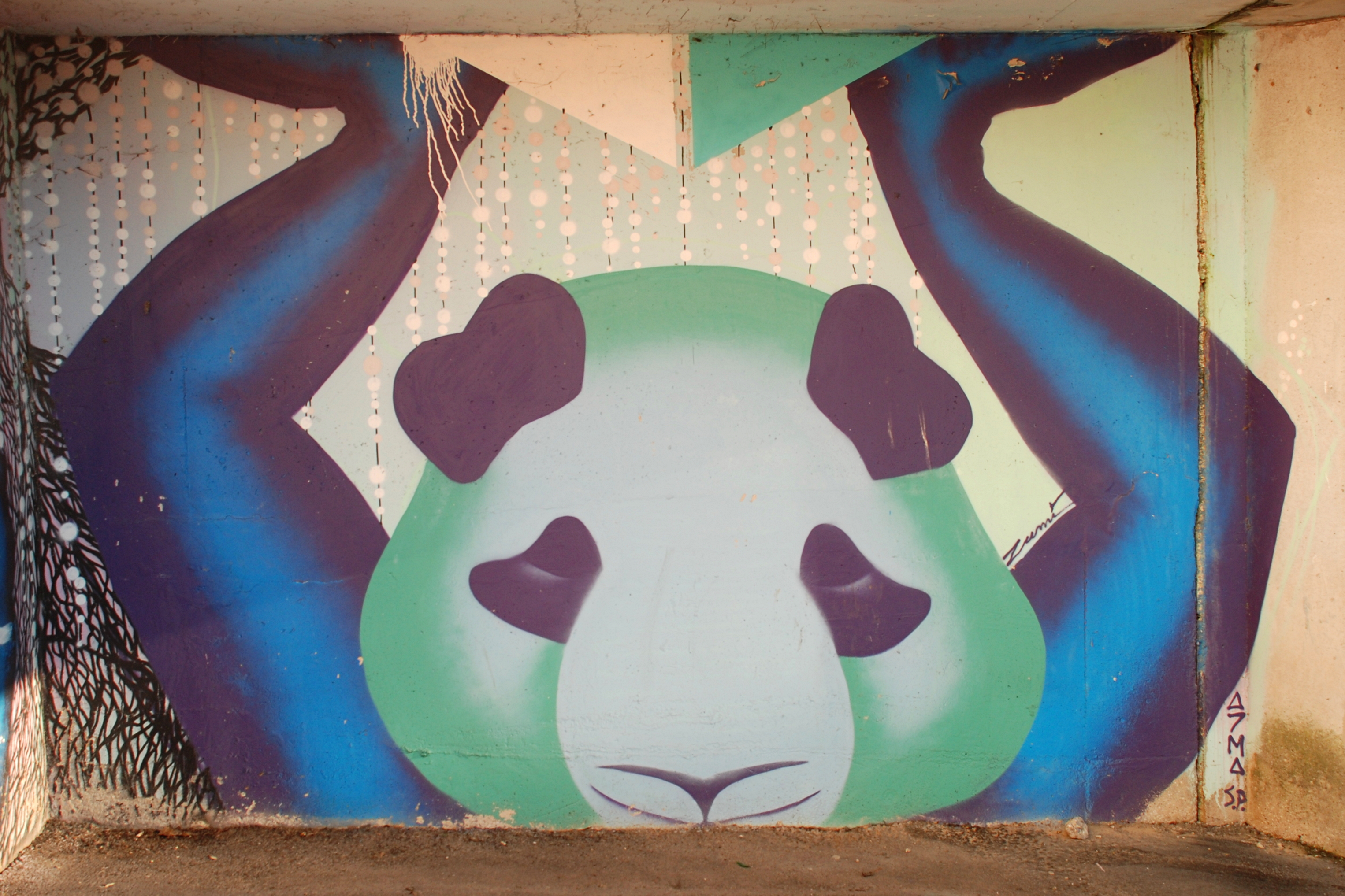
Ourson peint par Zumi.

### Peintures murales duKosmopolite Art Tour2015 sur le parking du Sablon
Juste sous le Théâtre Jean Vilar se trouve un espace non encore bâti, transformé pour l'heure en parking, le parking du Sablon.
Le mur qui ferme le parking du Sablon et qui se trouve en contrebas de la rue du Sablon et du Théâtre Jean Vilar est orné de peintures murales réalisées lors du festival international d'art urbain (street art) Kosmopolite Art Tour 2015, décrit plus haut. On remarquera, au sommet de ce mur, les blocs de béton qui sont utilisés depuis des décennies comme garde-fou pour délimiter les espaces non encore bâtis, en attente d'allocation.

#### Fresques des collectifs «Farm Prod» et «Anyway»
Une longue fresque de couleur bleue commence sur un petit pan de mur perpendiculaire au mur principal qui ferme le fond du parking du Sablon.
Ce petit pan de mur arbore le logo du collectif de graffeurs bruxellois « Farm Prod » fait d'un F inversé et d'un P inscrits dans un écusson,. On notera que ce petit pan de mur arborait déjà le logo de Farm Prod après le Kosmopolite Art Tour 2012, mais différent, comme on peut le voir sur le portfolio de photos du site kosmopolite.com : on y apercevait par exemple le nom de la maison des jeunes de Louvain-la-Neuve « Chez Zelle » et celui du collectif  Mac.
La fresque se prolonge ensuite sur le grand mur du fond du parking par une fresque du collectif « Anyway », composé de Grems, Taroe et Opéra , qui représente une arme démontée en ses pièces composantes. Elle porte en bas à gauche un cartouche (un encadré) portant la mention « Make Love Not War » de façon imagée (Love étant remplacée par un cœur et War par une grenade) et en bas à droite un cartouche « Made in Anyway ». Cette fresque est dégradée lors des travaux de transformation du théâtre en 2021-2023.

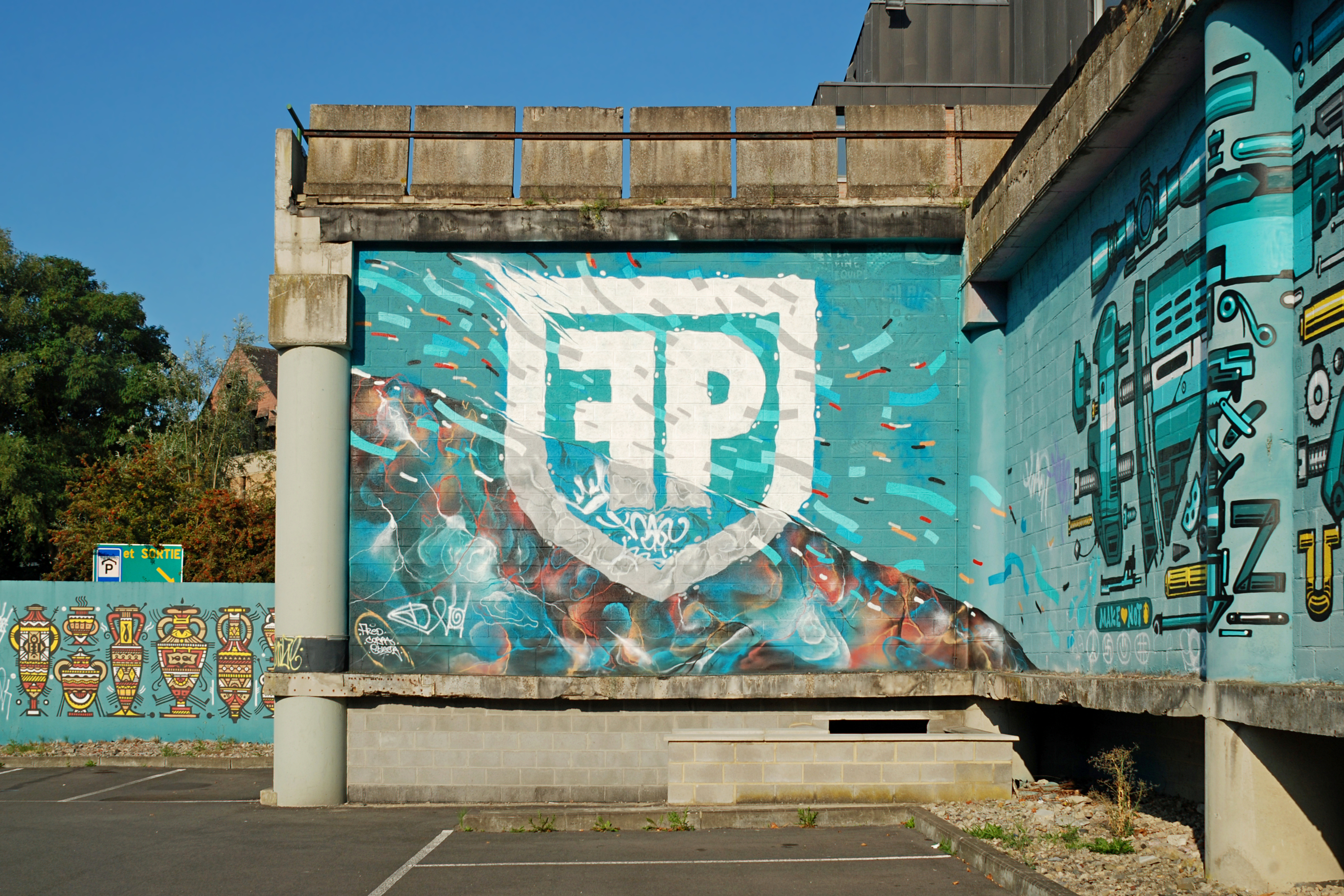
Le logo du collectif de graffeurs « Farm Prod ».
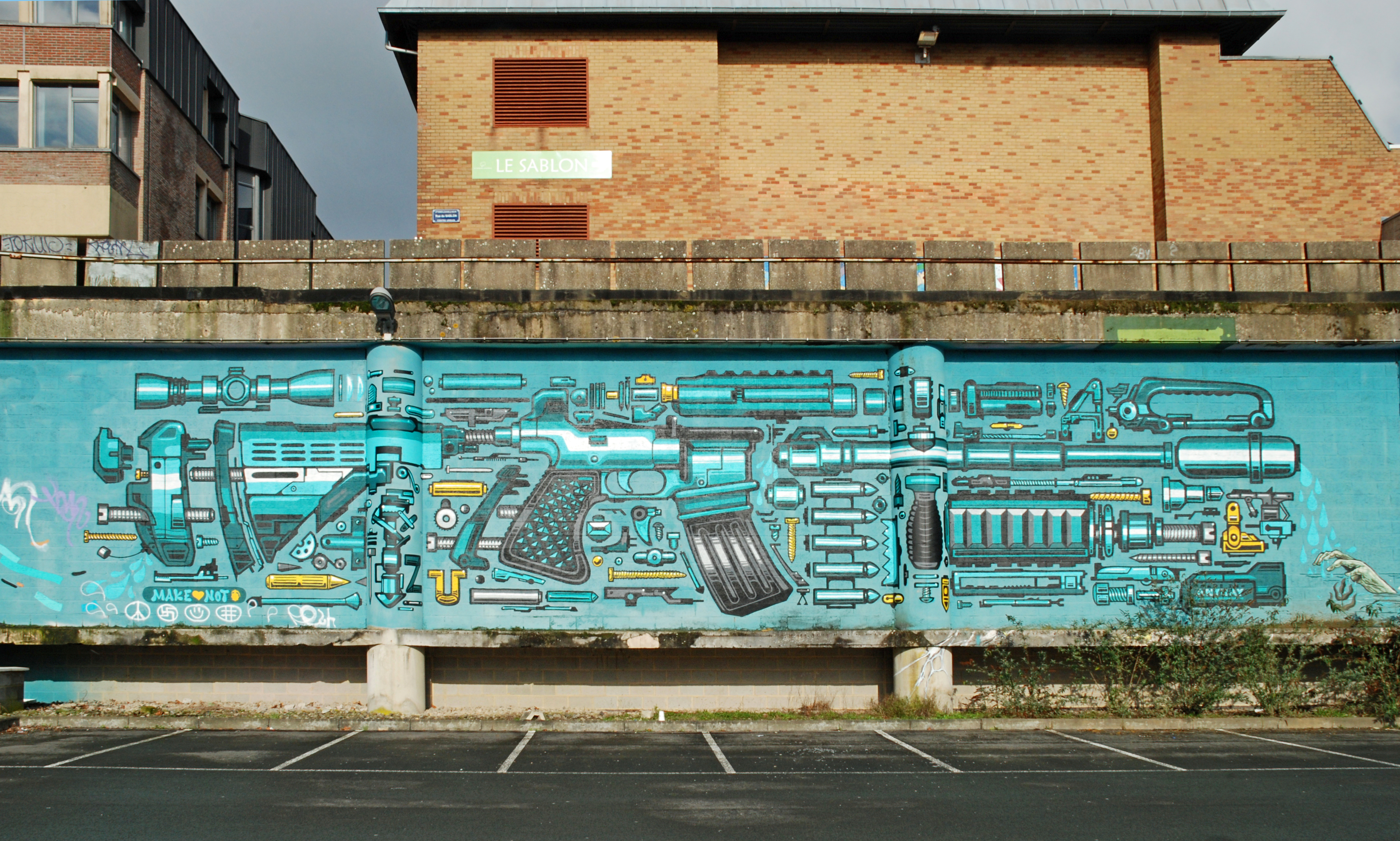
« Made in Anyway ».
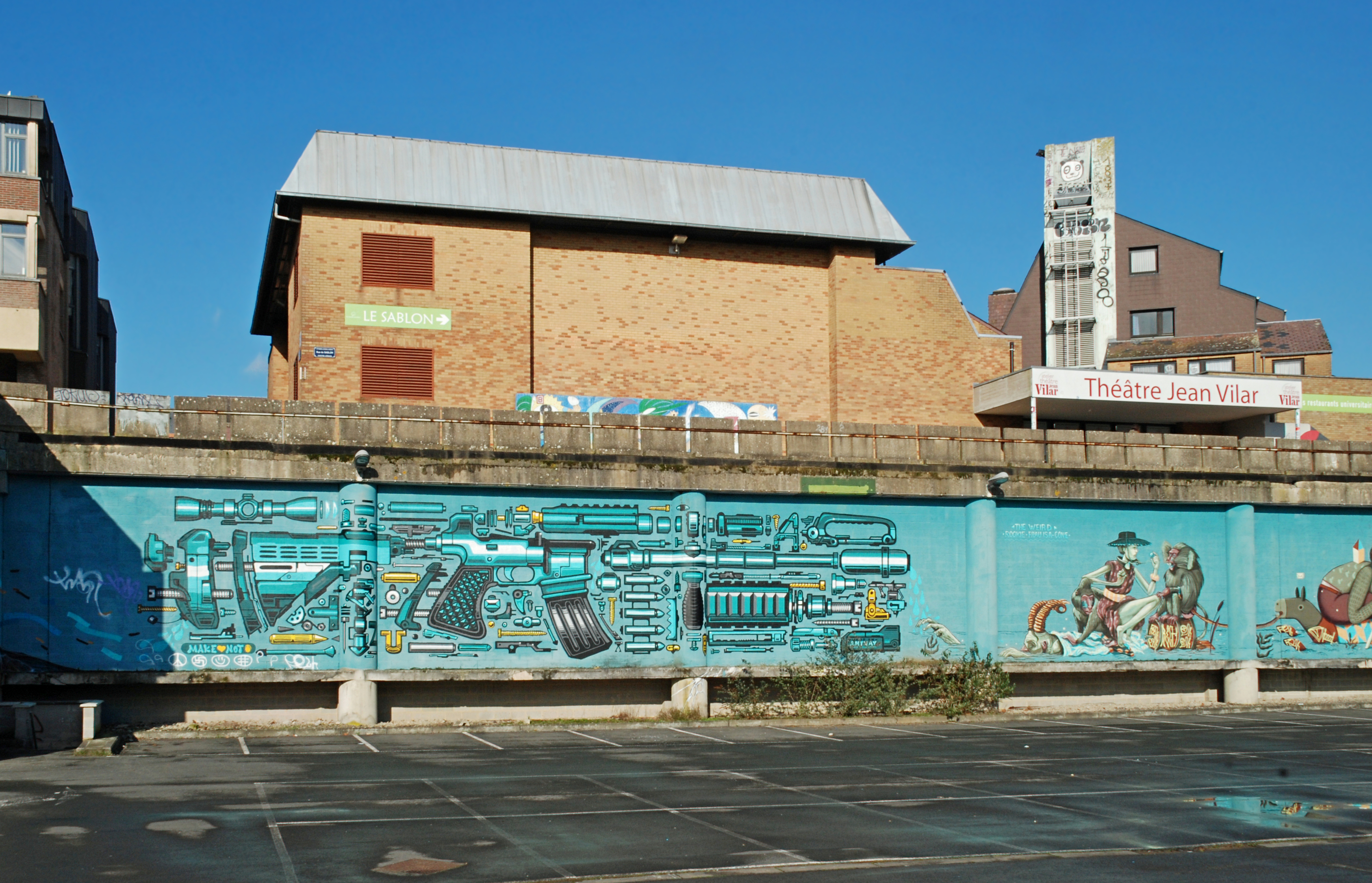
Les fresques de « Anyway » et de « The Weird » sous le Théâtre Jean Vilar.

#### Fresques du collectif «The Weird»

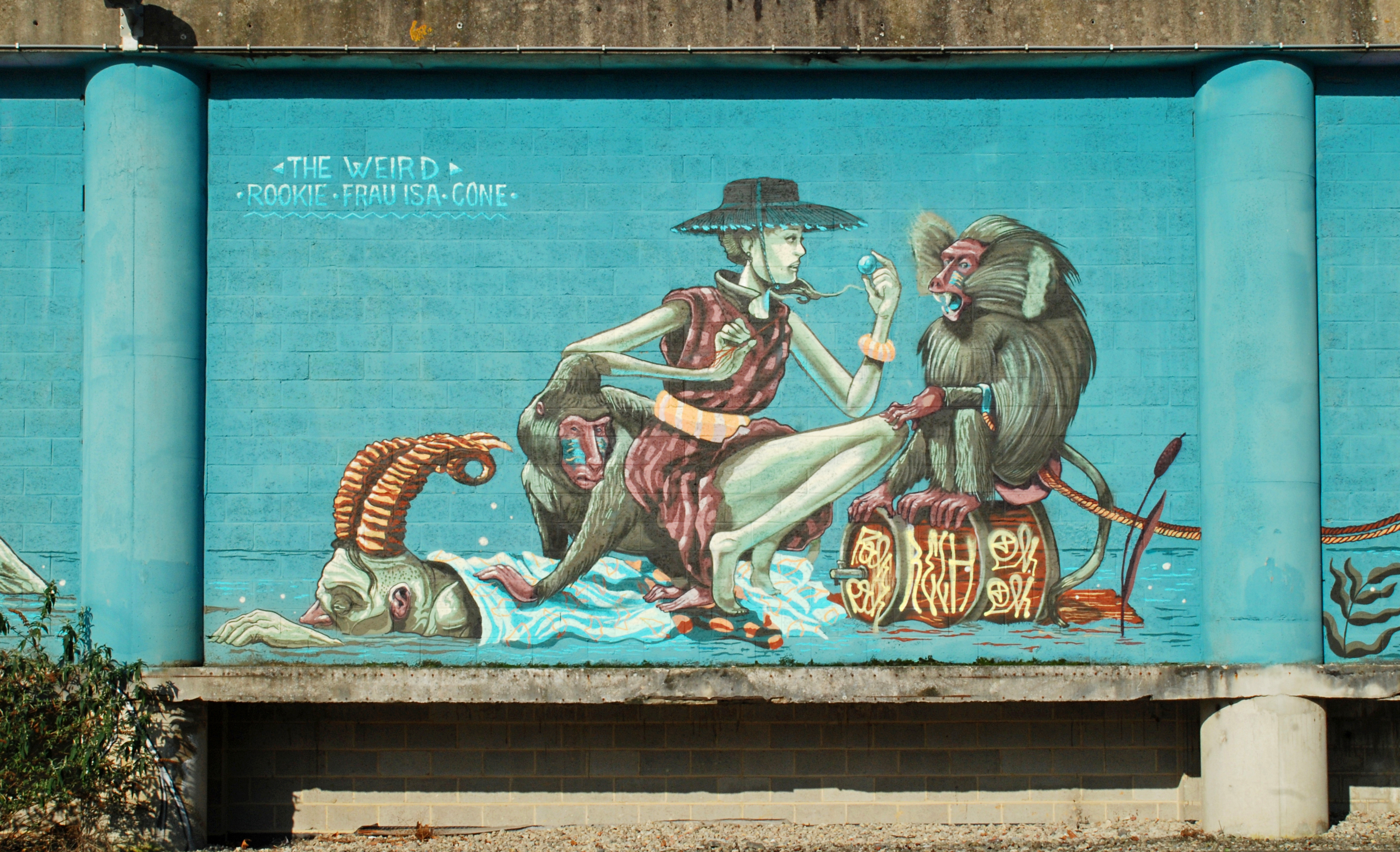
La première fresque porte la signature
« The Weird - Rookie - Frau Isa - Cone ».

La longue fresque du collectif « Anyway » est prolongée par une triple fresque, toujours de couleur bleue, signée des noms du collectif « The Weird » , et des graffeurs allemands Rookie et Cone et de la graffeuse autrichienne Frau Isa. 
La première de ces fresques, qui porte la signature « The Weird - Rookie - Frau Isa - Cone » en haut à gauche, représente une femme et deux babouins installés sur le dos d'une créature marine fantastique à cornes.
La deuxième représente une jeune fille portant un glaive de la main droite et un anneau de la main gauche, juchée à l'envers sur un cheval en train de nager dans l'eau, dont le bridon est relié au bras gauche du babouin de la première fresque, assurant la liaison entre les fresques séparées par les pilastres du mur.
La troisième figure un homme au masque de poisson accroupi dans une petite barque pleine d'eau juchée sur le dos d'un homme en train de nager. Ici aussi, une corde relie la barque au bras de la jeune fille de la fresque précédente et assure la continuité des fresques.
Lors du festival de street art Fresh Paint OLLN  en 2021, on procède à la restauration de la fresque du collectif « The Weird » ainsi qu'à celle de Dourone sur la place Raymond Lemaire près de l'Aula Magna. Comme le précise Guillaume Desmarets du collectif Farm Prod qui est à l'initiative de Fresh Paint OLLN, ces fresques « ont souffert du soleil. Nous allons en raviver les couleurs, sans toucher à la patte des artistes évidemment ». La fresque de Dourone avait en effet perdu ses dégradés de rose / mauve.

#### Fresque de Grems, Opera et Taroe

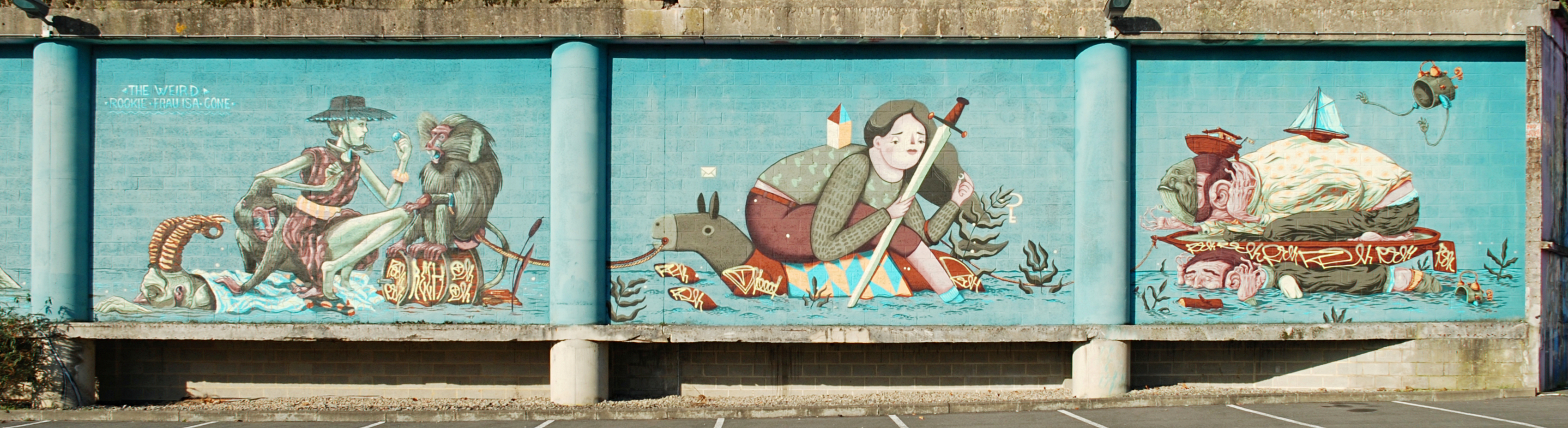
Fresque Kosmopolite Art Tour 2015 - Parking du Sablon.

Une fresque plus petite, située sur le même parking mais un peu plus à l'ouest à hauteur du Collège des Doyens, porte la signature des graffeurs français Grems, Opera et Taroe, qui signent ici sous leurs noms propres et plus en tant que collectif « Anyway ».
Sur fond bleu pâle, elle représente neuf urnes peintes dans des tonalités noires, blanches jaunes et orange.
Les signatures des graffeurs français Grems, Opera et Taroe sont entrelacées dans le coin inférieur droit avec les mentions Kosmopolit 2015 LLN et Farm Prod, le nom du collectif de graffeurs bruxellois co-organisateur du Kosmopolite Art Tour en Belgique.

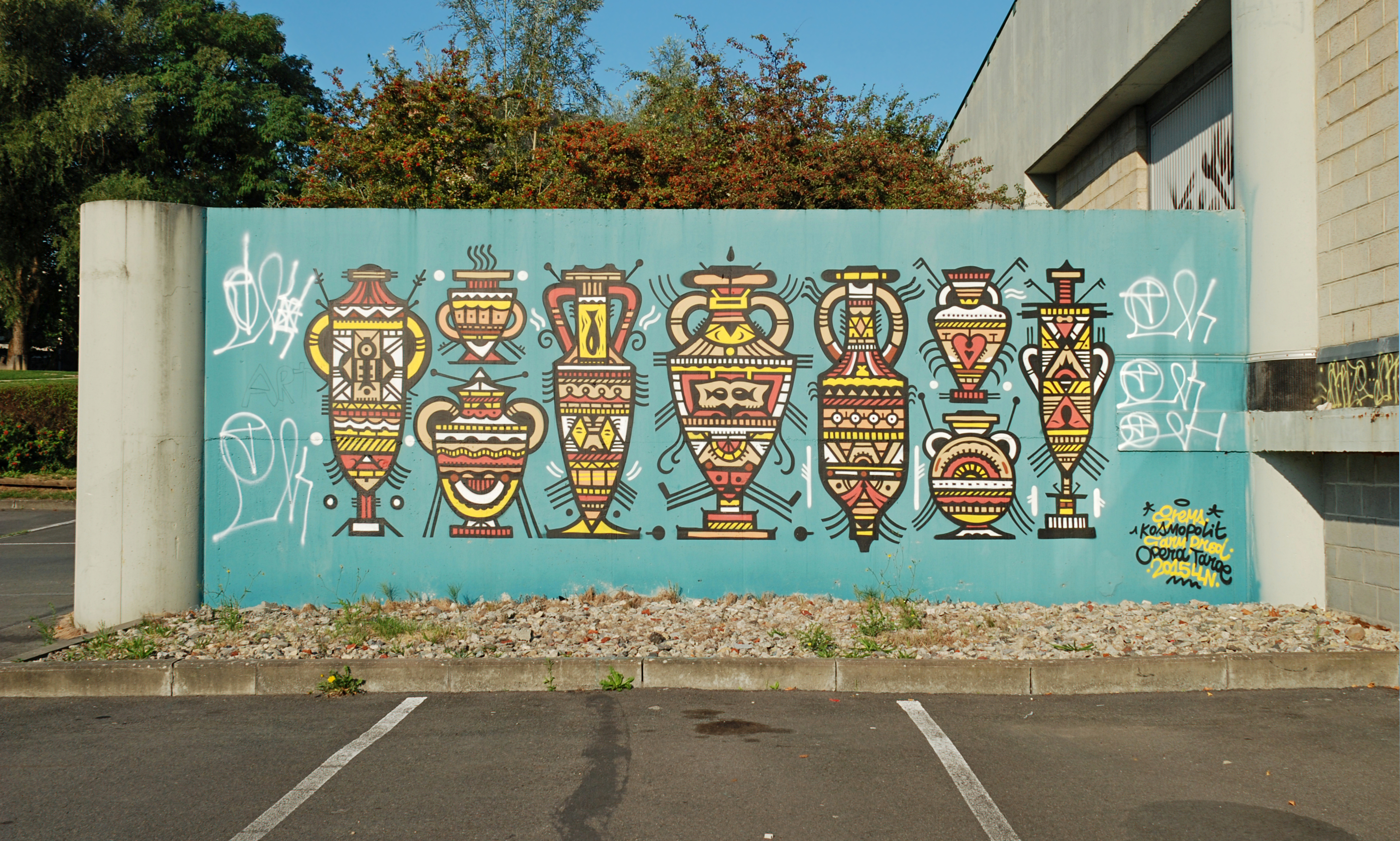
Les neuf urnes.
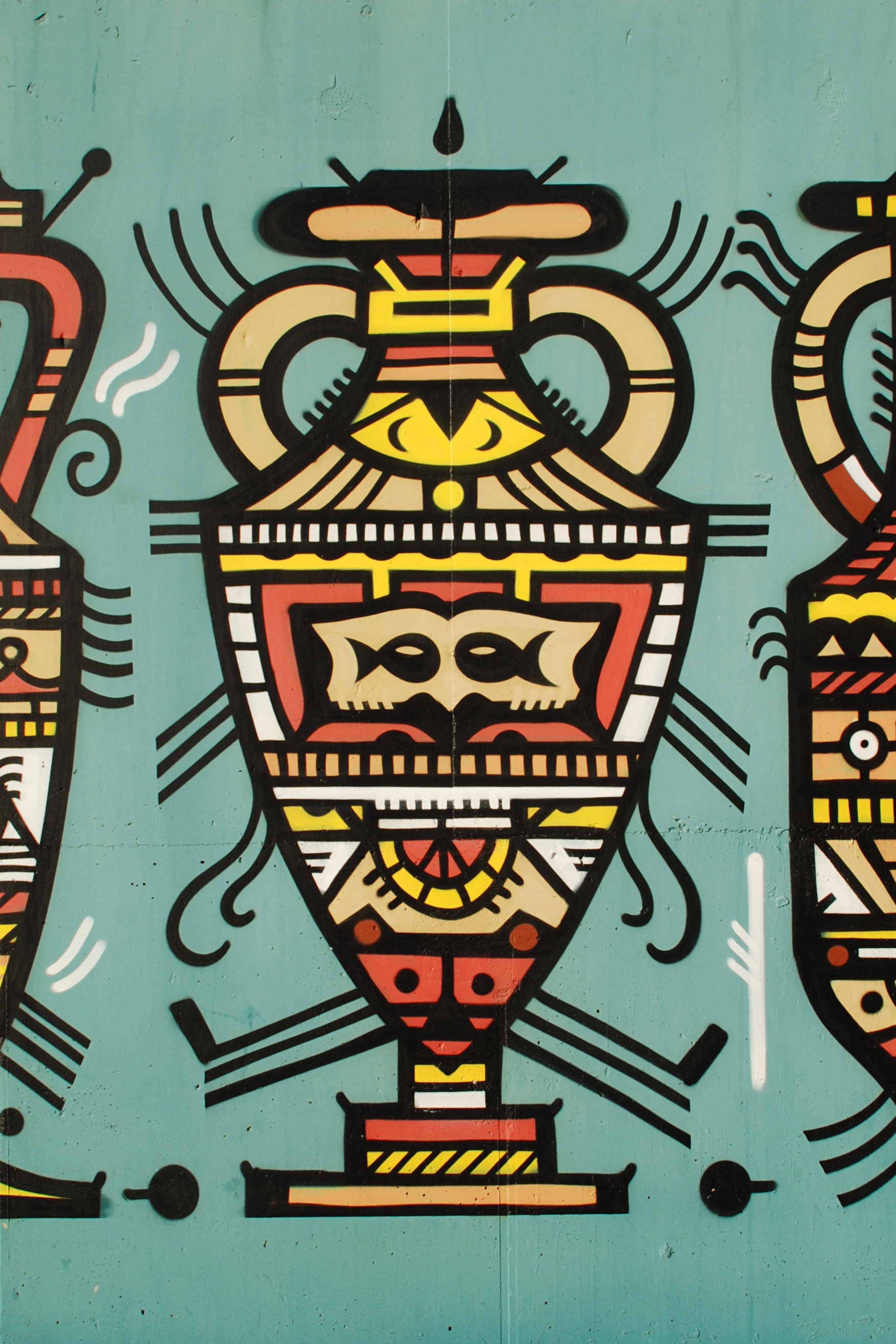
L'urne centrake.
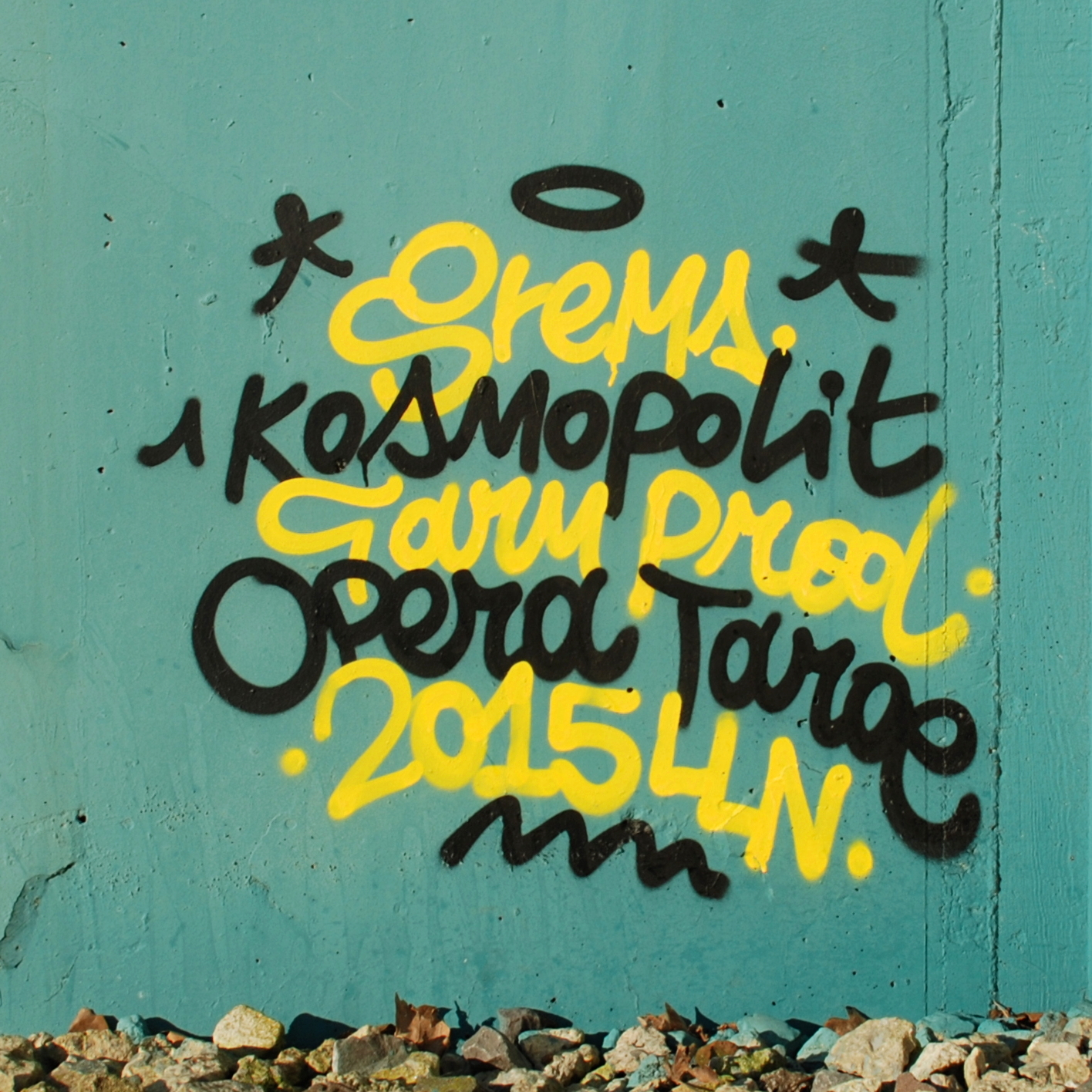
Signature de Grems, Opera et Taroe.